# 日本の気動車史
日本の気動車史（にほんのきどうしゃし）では、日本における気動車発達過程の概略を記述する。

## 戦前期

### 蒸気動車

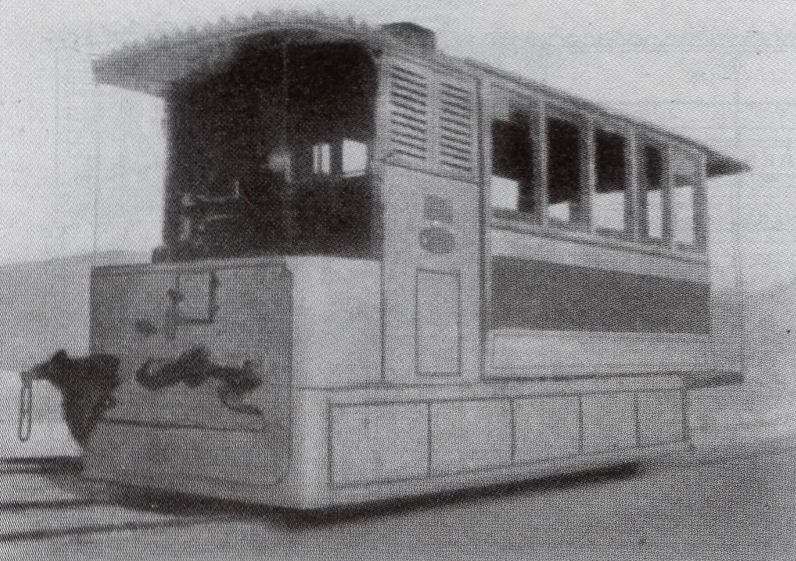
瀬戸自動鉄道のセルポレー式蒸気動車。

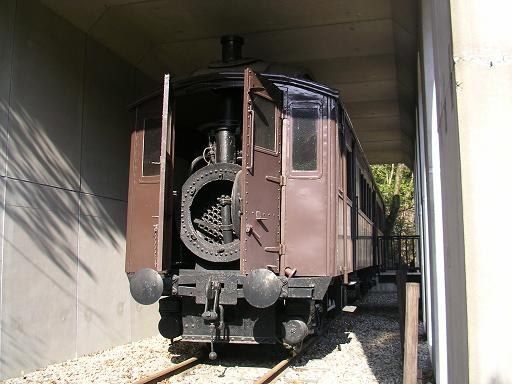
工藤式蒸気動車の1例。鉄道院ジハ6006→国鉄キハ6401

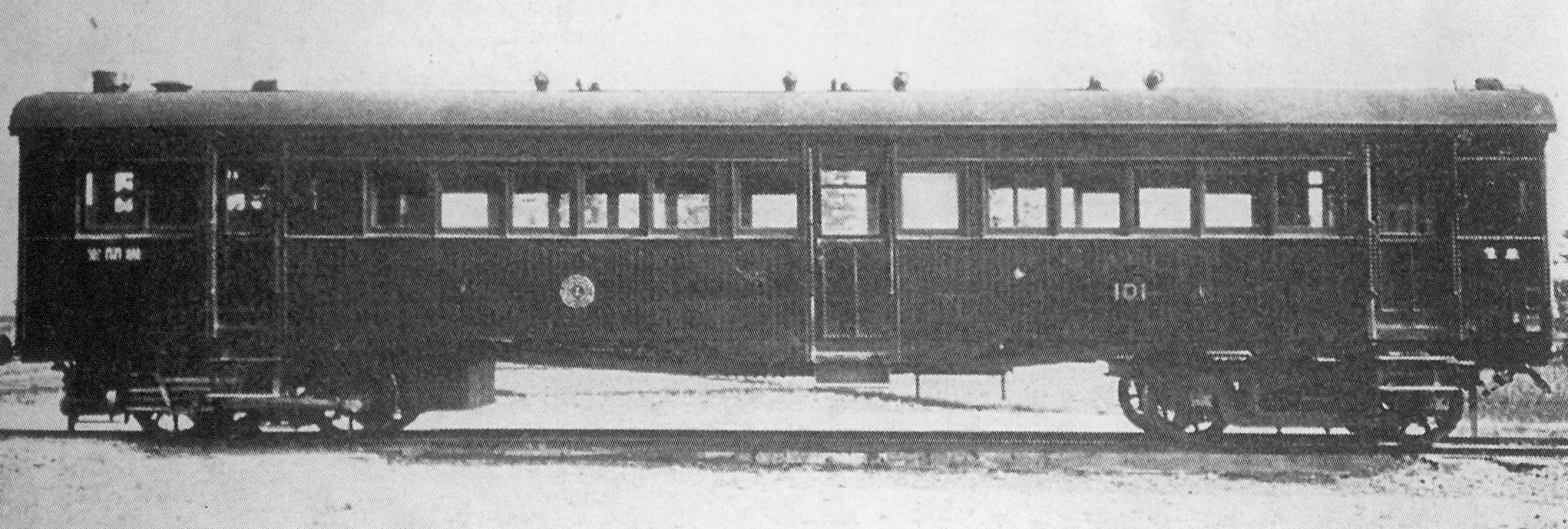
三河鉄道の工藤式蒸気動車101号。ほどなくして阿南鉄道に売却され、同社のジハ1形となった。

その歴史の初期には、蒸気機関を装備した「蒸気動車」が存在し、日本でも1900年代から第二次世界大戦中まで若干が用いられていた。床上の一端に小型ボイラーを装備、この側の台車にシリンダーを取り付けて駆動するものである。
導入時期が明確になっている日本で最初の例はフランス製の「セルポレー式自動客車」である。早くも1899年（明治32年）に日本に持ちこまれ、同年7月以降に東京馬車鉄道での構内試運転が行われた記録がある。これを導入しようと目論んだ事例も幾つかあったが、ほとんどが頓挫した。
セルポレー式蒸気動車を実用導入した最初にして唯一の例は、1905年（明治38年）の瀬戸自動鉄道（後の瀬戸電気鉄道、現名古屋鉄道瀬戸線）であった。この小形車は4輪車で、セルポレーの特許による高性能なフラッシュボイラーを搭載していたが、当時の日本の技術では構造が複雑で使いこなせず、整備困難で、故障も多発した。本来市内の軌道線向けの車両であり、郊外路線で勾配の多い瀬戸線の路線条件にも合わなかった。発車前に給炭しておけば終点まで燃料補給不要とされたが、実際に運用すると途中で燃料切れにより立ち往生することもあった。このように実用上問題が多かった蒸気動車はほどなく放擲され、同線は1907年（明治40年）には電化された。瀬戸電気鉄道での蒸気動車運用記録は1911年（明治44年）が最後である。
続いて1907年（明治40年）には、ハンガリーのガンツ社の設計による大形のガンツ式蒸気動車を関西鉄道が2両発注したものの、到着前に同社が国有化されたため、官営鉄道が受領したほか、1909年（明治42年）までに近江鉄道（2両）、河南鉄道（現・近畿日本鉄道道明寺線・長野線など、1両）、博多湾鉄道（現・九州旅客鉄道香椎線、2両）に導入された。これらは機関と駆動装置部分のみを輸入し、車体は日本国内で製造された。
ガンツ式は18気圧という高圧の水管式ボイラーを縦形に配置し、ロッドや弁装置を持たず、単式・複式切り替え構造を併設した歯車式の駆動装置によって駆動するなど、複雑精緻な構造を備えていた。このため本来は高性能であったが、当時の日本の技術水準では整備に難渋して使いこなせず、普及することなく終わった。
一方、比較的普及したのは工藤式蒸気動車であった。汽車製造の設計掛長（係長）であった工藤兵次郎が1909年（明治42年）に開発し、翌年特許取得したもので、小形のB形蒸気機関車のボイラーと台枠の間にボルスタ（枕梁：まくらばり）を設け、ここに車体側台枠と連結される側梁を載せる構造をとった。曲線通過時に車体に対して機関車部分がボギー台車のように首を振る構造であった。
この着想やレイアウトのほとんどは、実際にはイギリスのロンドン・アンド・ノース・イースタン鉄道が1905年に開発した蒸気動車からの剽窃であった。機関車部は整備時にはボルスタピンを抜き、車体と切り離し前面の開き戸から引き抜くことが可能で、蒸気動車の末期にはこの機関車部だけを抜き出して独立した蒸気機関車に改造する例も見られた。工藤式蒸気動車は、ガンツ式ほど性能は高くなく、ボイラー圧力も当時の一般的な蒸気機関車並の11気圧程度であったが、信頼性と扱いやすさの面で当時の日本には適していた。
工藤式蒸気動車の最初の導入例は奈良県の初瀬軌道で、この蒸気動車は同線の廃線後、北海道の余市臨港軌道からさらに小湊鉄道に譲渡、客車化されながら1952年まで残存していた。
工藤式は、鉄道院には1912年（明治45年/大正元年）から1914年（大正3年）にかけて18両が導入され、その他にも外地の鉄道を含めて1920年（大正9年）頃までに少なからぬ導入例がある。既にガンツ式導入経験のあった河南鉄道のほか、三河鉄道（現・名鉄三河線）、湖南鉄道（現・近江鉄道八日市線）、播州鉄道（現・西日本旅客鉄道加古川線）などが少数導入し、また台湾総督府鉄道も5両を導入している。製造の多くは汽車製造によるが、工藤兵次郎の汽車製造からの退社により、汽車製造以外に川崎造船所（現・川崎重工業）や枝光鐵工所など、大手・中小での製造例も少数生じた。なお、汽車製造で鉄道院に導入されたうちの1両（ホジ6014）が犬山遊園から博物館明治村を経て、2011年（平成23年）よりリニア・鉄道館で保存展示されている。
また、工藤式は鉄道院や比較的大規模な鉄道会社用とは別に、1915年（大正4年）に市川克三商店が発売した、主に軽便鉄道用の小形の蒸気動車が存在した。この工藤式軽便蒸気動車は、ボイラの火室と水室部を縦置きすることで熱効率を高めて小形化し、空いた部分に客室を設けるというレイアウトで、乗客の荷重がかかる部分まで含めて0-A-1形もしくは0-B-0型蒸気機関車の足回りをそのまま使ったものである。しかし、あくまで軽便鉄道向けの小形蒸気機関車程度の動力性能であり、大型幹線用に適用することには難があったと思われる。縦置きにしたと言ってもボイラ構造そのものは無難な煙管式で、煙室の構造も従来通りであった。一方、特定の規格を持たず軽便鉄道の性格に合わせてコンポーネントを組み合わせて作られ、中には同軸Aに対してボギーの従台車を持たせ定員を拡大した形式もあったようである。この工藤式軽便蒸気動車は九州電灯鉄道が経営する唐津軌道に納品された。原型の工藤式とは著しく構造が異なるが、当時の広告においてこの唐津軌道の車両に関係する技師として工藤兵次郎としてあげられているため、何らかの形で汽車製造退職後の工藤兵次郎が設計に関与しているものと思われるが詳細は不明である。
これらは蒸気機関車同様に石炭を燃料とし、機関助手の乗務を要した。ガンツ式や工藤式については両運転台式で、機関室と逆側の方向へ走行する場合、先頭側運転台の機関士は、ワイヤーで加減弁を操り、伝声管を介して後部機関室の助士に指示を与えて走行していた。
このように取り扱いに手間がかかることから、より運用が簡便で高効率な内燃機関を動力とする内燃動車が出現したことに伴って、大正時代末期以後に蒸気動車は廃れ、大半は機関部を撤去して客車化されていった。
しかし、官営鉄道・私鉄の保有した工藤式蒸気動車の一部は、1930年代後期以降の戦時体制による燃料統制期に至っても自走可能な状態で温存されていた。その結果、内燃動車が1930年代末期以降に石油燃料・補修部品の入手困難から事実上使用不能に追い込まれると、残存した蒸気動車はこれに代わって各社でフル稼働し、終戦直後の窮乏期にかけて、老朽車としては異例の走行キロ数を記録した。原始的な機構と、燃料が蒸気機関車同様の石炭であることとが幸いし、物資不足の戦時下でも維持・運行することができたのである。鉄道省から一部地方私鉄に貸し出された車両については、老朽車であったにもかかわらず、貸出先各社から払い下げを再三に渡って懇願されるほどの高評価を得たという。ただし、この動きはあくまで旧形車の活用にとどまり、この時期に敢えて蒸気動車が新造されるまでには至らなかった。
なお、「気動車」の語源はこの「蒸気動車」の省略形である。そこから転じて、熱機関動力の自走客車全般の呼称となった。ただし前述の関西鉄道の場合は汽動車と略していたとされる。

### ガソリンカーの出現

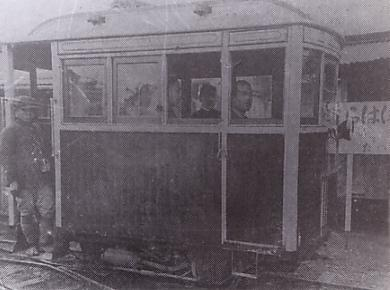
夷隅軌道の超小型単端式気動車（1922 - 1925年頃製造）。好間軌道と同メーカーかそのコピー車。外見・スペックも類似するが日本の気動車として初の空気ブレーキを追加。全長3 m強、定員は僅か9人である

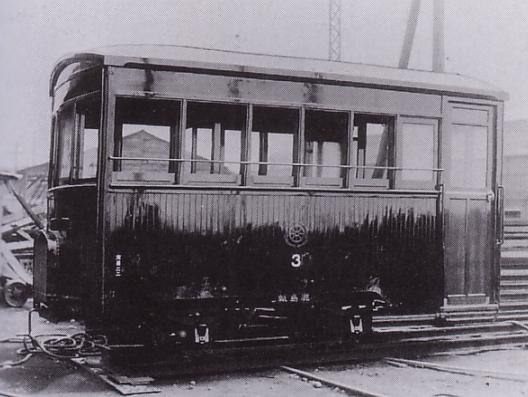
鹿島軌道ジ3。丸山車輌1927年製の単端式気動車。フォードT型20 HP機関搭載、全長約4 m、定員22人

1910年頃から、欧米では軽量・高出力なガソリンエンジン動力の「ガソリンカー」（ガソリン動車）が広く用いられ、日本にも1920年代以降普及した。
その最初は矢沼商店が1919年に製作した自動車改造車であったが、この車両は公開試運転（1919年7月28日、京浜電気鉄道の蒲田 - 穴守間を借用して10.5往復運転）を行なったにとどまった。
営業運転第1号車となったのは矢沼商店から独立した自動鉄道工業所が製造し1921年に福島県の好間（よしま）軌道に納入した超小型ガソリンカーである。この車両は1920年10月に完成、1921年4月4日に営業運転を開始した4 mほどの木造車体で、定員は12人。運転台が片一方のみで運転台方向に前進走行する「単端式」で、終点では蒸気機関車と同様、転車台等で方向転換をしていた。好間軌道納入前に静岡県の根方軌道で試運転を行なっている。
地上設備を余り要さず初期投資費用も安いガソリンカーは、輸送量の少ない閑散路線には総合コストで有利であることから、新たに開業した非電化軌道から採用が始まったが、他の動力を使用する非電化軌道にも導入例が見られるようになった。1925年には地方鉄道初の事例として栃尾鉄道が日本鉄道事業製のガソリンカーを導入している。ただし、この時期はまだガソリンカーの導入例は762 mm・610 mm軌間の軽便鉄軌道に限られていた。1,067 mm軌間のガソリンカー採用例はガソリンカーが普及期にはいった1927年、南越鉄道ガ1が最初である。
製造メーカーとしては、好間軌道・夷隅軌道などの車両を手がけた最初の内燃動車メーカーである自動鉄道工業所→日本鉄道自動車→日本鉄道事業がこの時期の気動車のほとんどを製造している。
1926年になると丸山車輌がガソリンカー製造に参入。同社製品の登場を機にガソリンカーを導入する地方鉄・軌道が急増した。
ガソリンカーの需要増加の背景は、この時代日本各地に零細事業者による車両保有台数1、2台程度のバス会社が乱立し、中小私鉄と激しい競争が展開され始めていたことがあげられる。各私鉄は対抗上、列車を増発する必要に迫られ、頻繁運転することに向いたガソリンカーの採用に踏み切った。自動車の増加を背景に日本のガソリン価格が低下し、1930年代初頭にはアメリカと大差ない水準にまで下落したことも、ガソリンカー普及を後押しした。

### ガソリンカーの一般化
不況期のガソリンカー需要の増加による市場拡大を背景に、1927年の日本車輌製造を皮切りとして大手・中堅・零細車両メーカー各社が、次々とガソリンカー製造に参入するようになる。
しかし、メカニズムやデザインに定見のある時代ではなかっただけに大手製品ですら初期には試行錯誤の連続であり、加えて鉄道車両を製作したことのないメーカーの参入も見られたため、奇妙な設計による失敗作も多かった。
その一方で、新技術の導入も見られ、1927年から1928年にかけて、両側運転台車、ボギー車、半鋼製車体などが実用化されている。最初の両運転台式気動車は、1927年6月梅鉢鉄工場製の南越鉄道ガ1で、これは日本における1,067 mm軌間地方鉄道向けガソリン動車の第1号でもあった。ボギー式ガソリンカーは1928年7月松井車輌製の鞆鉄道キハ3、半鋼製車体は1927年2月日本車輌製造製の井笠鉄道ジ1・2がそれぞれ最初と見られる。
エンジンの搭載位置も当初の車輛端から振動軽減のため床下両軸/両台車間搭載が主流となり、搭載方法も両方の車軸で支える方法から、より振動の少ない釣り掛け式や吊り下げ式へと進歩している。このような技術改良はメーカー側の創意工夫によるところが多く、しかも梅鉢鉄工場や松井車輌といった中小メーカーが先鞭をつける例も少なくなかった。

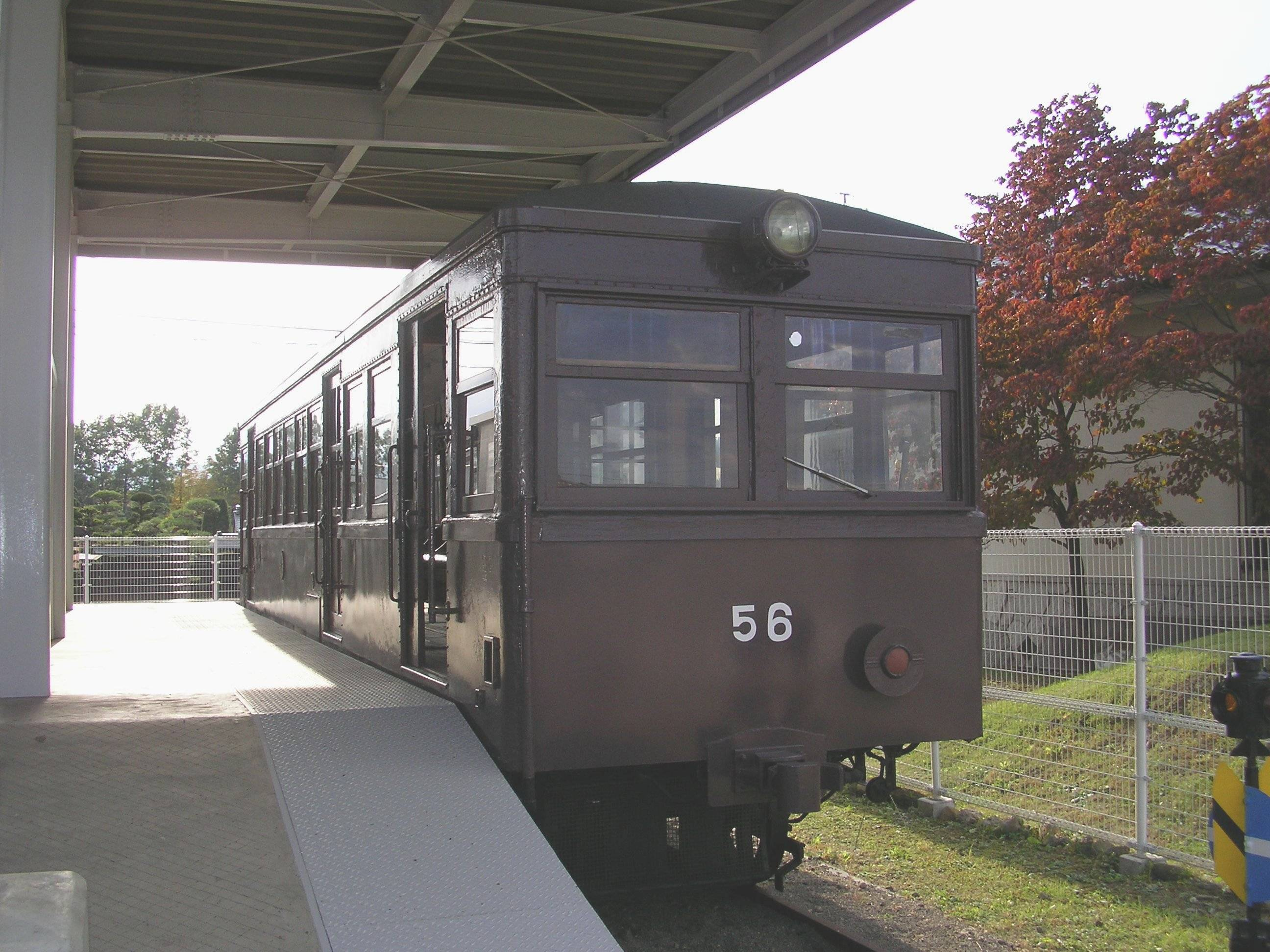
日本車輌本店製ガソリンカーの初期の例（佐久鉄道キホハニ56）。1930年製。大型エンジン1基搭載の軽量な両運転台ボギー車で、好成績を収めた

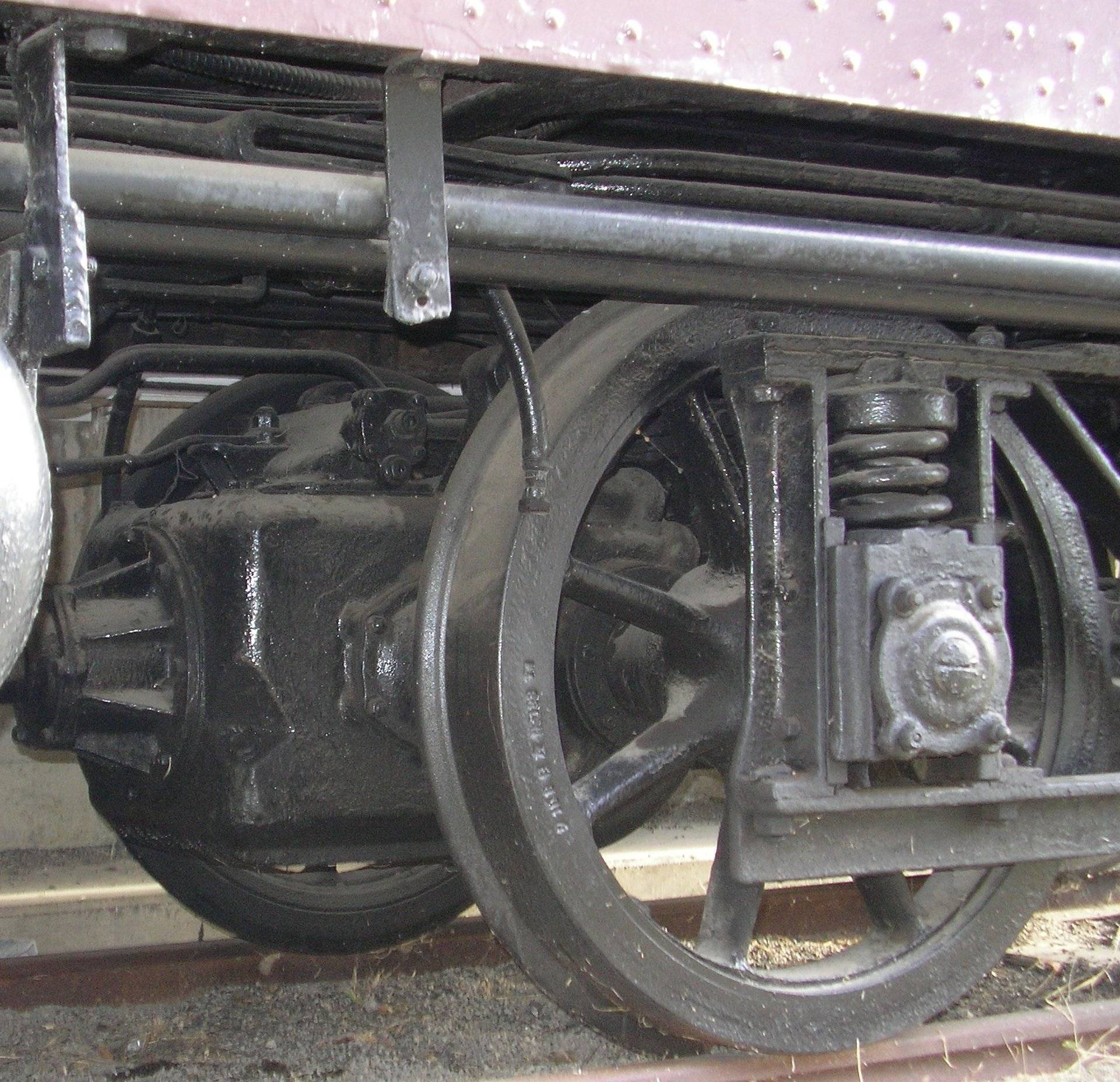
日本車輌式台車架装逆転機の例。逆転機本体上に転動防止リンクが見える。佐久鉄道キホハニ56

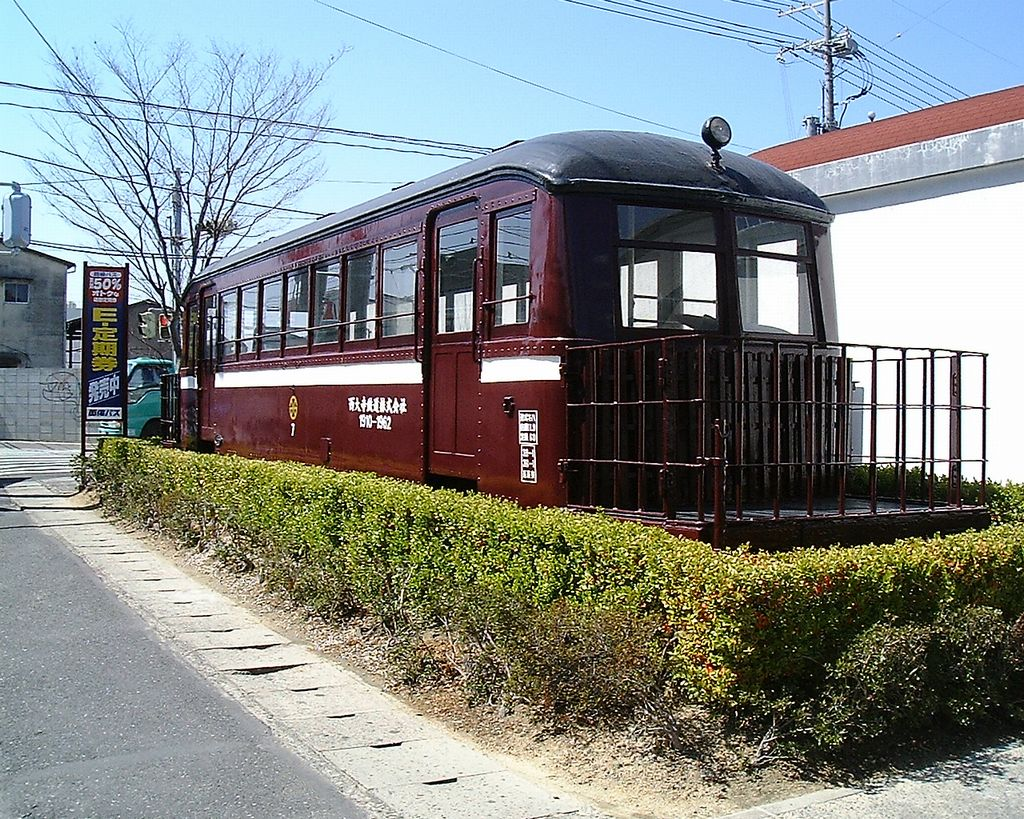
戦前私鉄のガソリンカーの例。西大寺鉄道キハ7。川崎車輌1937年製

日本車輌（本店）は、単端式気動車の拡販に成功して一気にシェアを拡大したが、これに対し他の後発メーカーは両運転台式でより大型の車両に開発の重点をおいていた。結果、日本車輛は両運転台式気動車の開発で他社に出遅れ、他メーカーが実用的な両運転台車を生産する中で試行錯誤をすることになる。
しかし日車本店は、1920年代末にはこの状態を脱して実用的な両運転台式ガソリンカーの開発に成功した。輸入大型エンジンで出力を確保するとともに、ボギー式気動車の動力伝達レイアウトについて一つの完成形を確立したことによる。
その基本レイアウトは、機関とクラッチ・変速機のセットを車体吊り下げの機関台枠にまとめてマウントし、逆転機は変速機から別体として台車に搭載、ユニバーサルジョイント付のプロペラシャフトで結んで駆動するというものである。類似構造は他社にも見られたが、日車式の最大の特徴は逆転機の搭載方法にあった。最終減速用ギアボックスと一体構造のベベルギアによる逆転機を台車のトランサム（横梁）に2本の平行リンクで結合することで、推進軸の回転トルクによる逆転機本体の転動を抑止したのである。
日本車輌方式の逆転機搭載（保持）法は、構造的に無理が少なく、信頼性も高かったことから、以後の日本のボギー式気動車において、事実上の標準となった。鉄道省もキハ36900形以降この方式に追従し、戦後キハ90系で1台車2軸駆動を実現するために変速機に逆転機を内装するようになるまで、機械式・液体式の時代を通じて長く標準採用し、この方式は現在も日本の気動車の多くで使用され続けている。日車はこの搭載法の特許を取っており、競合メーカー各社は特許回避のため独自の方式を工夫したが日車特許の搭載法には及ばなかった。
さらに軽量車体や軽量な菱枠式台車（鋼板を切断して製作した細い部材を組み立てて構成されるペデスタル支持式軸ばね台車。最小限の部材で構成されており軽量となる）などの開発も進めた。特に菱枠式台車は、日本車輌製造での原型は大正時代中期に簸上鉄道向け客車に装備された「野上式弾機装置三号型台車」にまで遡るが、気動車用として成功した1930年以降、1950年代まで日本の気動車用台車の主流となった。この結果、日本車輌製造は、1930年頃から比較的大型で安定した性能の気動車を生産することが可能となり、以後戦前を通じて日本の気動車業界をリードし続けた。1931年には江若鉄道向けとして中型電車に匹敵する18 m級120人乗りガソリンカー・C4形を開発している。
そのため1930年代以降、技術力や営業力に劣る中堅・零細メーカーは次々と撤退・淘汰され、日本車輛を筆頭とする大手メーカーを中心に実用性を持った気動車が製造されるようになった。戦前の日本における私鉄気動車の両数は、1935年頃には全国で400両を超え、湯口徹によるとのべ653輌（客車等からの改造車、未認可車を含み、移籍による重複は除く）に達したとされる。その大半はウォーケシャやブダなどの大型自動車・定置動力用、あるいは量産自動車のフォードなど、アメリカを中心とする海外メーカー製のガソリンエンジンを搭載していた。

### 鉄道省のガソリンカー
| 年度       | 距離   |
| ---------- | ------ |
| 昭和4年度  | 7.6    |
| 昭和5年度  | 28.9   |
| 昭和6年度  | 102.6  |
| 昭和7年度  | 88.4   |
| 昭和8年度  | 382.1  |
| 昭和9年度  | 1417.3 |
| 昭和10年度 | 1890.9 |
| 昭和11年度 | 2190.9 |
| 昭和12年度 | 2410.6 |

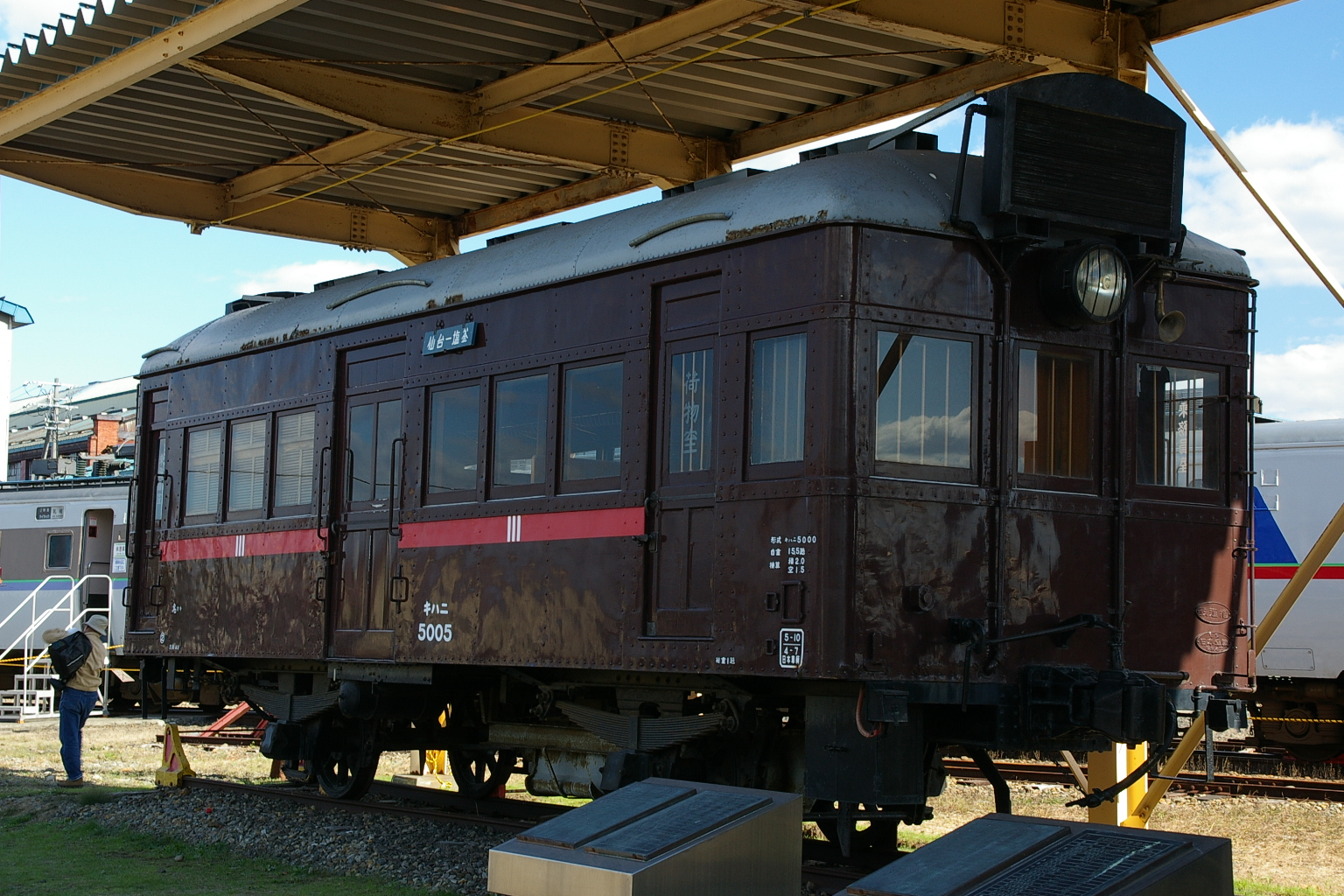
国鉄初のガソリンカー、キハニ5000形気動車

鉄道省におけるガソリンカーの最初は1929年のキハニ5000形であるが、これは重量超過の失敗作であった。続いて1931年に20 m級の大形電気式ガソリンカー、キハニ36450形を試作したが、これも重量過大と低出力から失敗に終わった。
本格的に実用化されたのは、私鉄向け気動車設計で経験豊富な日本車輌などが開発に参画し、その設計ノウハウがもたらされた1932年開発の16 m級車・キハ36900形（後の41000形）からである。この41000形と、その設計を元にストレッチした1935年製造開始の19 m級車であるキハ42000形（後のキハ07形）は、合計200両以上も製造され、日本各地に導入されて好成績を収めた。そのため、太平洋戦争後の1951年から1952年にかけ同型車が追加製造されているほか、私鉄向けにも何例かのデッドコピー車ないし類似車が存在した。
戦前の日本では、私鉄気動車では20 - 105 PS級の輸入エンジンが主流であったが、鉄道省ではあくまでも国産品を用いる姿勢を貫いた。そのため、日本で鉄道車両用エンジンの製造技術が未熟であった頃に製造されたキハニ5000形では船舶用のエンジンが改設計の上で用いられた。1930年代に入ると省線気動車は鉄道省が設計したGMF13 (100 PS) ・GMH17 (150 PS) の2種の国産制式ガソリンエンジンを用いるようになった。

### ディーゼルカー
ディーゼルエンジンは、1894年の発明以来、1910年代まで産業用の定置型や大型船舶用などの低速大型機関しか存在しなかったが、1909年にProsper L'Orangeがディーゼルエンジンの利用方法を一気に広げる予燃焼室方式のシリンダーヘッドで特許を取得、その後、第一次世界大戦中から戦間期の技術改良により、鉄道車両に搭載しうる中型 - 小型の、中速・高速ディーゼルエンジンが実用化された。ガソリンエンジンよりも経済性や安全性で有利なことから、鉄道車両の動力として導入する試みはあったものの、軽量化とは相反する圧縮比の向上と、燃料供給に圧縮空気を用いない無気噴射システムの開発が必須であったことから、ディーゼルディーゼルエンジン発祥国のドイツでさえ、1920年代に入ってようやく実用化段階に達したほどである。
アメリカではドゥードゥルバグの衰退期にあたる1930年代に、ディーゼルエンジンの多気筒化・大排気量化が一気に進み、大型の電気式ディーゼル機関車が多数製造されるようになったが、気動車では、バッドが製造したごく僅かの例に留まった。
日本では1928年に雨宮製作所がドイツのMAN製船舶用エンジンを搭載して製造した長岡鉄道キロ1形が最初の「ディーゼルカー」とされる。しかし、当時の地方鉄道の技術力ではディーゼルエンジンを整備・維持しきれず、しかも駆動システムも機関出力を一旦変速機で変速した後、前後のボギー式台車の内側軸にユニバーサルジョイントで動力を分配伝達する複雑な2軸駆動システムであったことから、運用に難渋し、ほどなく一般的な構造のガソリンカーに改造されてしまっている。そのほかでは、江若鉄道C7形気動車がドイツのダイムラー・ベンツ製メルセデス・ベンツ・OM 5-Sを採用したが、7年ほど使用された後にエンジンを下して客車化されている。
当時、ガソリンエンジンは既に自動車用として普及しており、気動車にも自動車用のエンジンを流用した例が多かったこともあって、地方私鉄の検修現場における技術水準でも維持できた。しかし、ディーゼルエンジンは高圧な燃料噴射ポンプと噴射ノズルを中心に高度な精密機構を有し、噴射圧力、噴射量、噴射パターン（霧の形状）の調整など、その維持管理にはガソリンエンジンよりも高い技術力を要求された。
また、気動車に使用されるディーゼルエンジン自体も、1930年代前半にはMAN、ダイムラー・ベンツ、ユンカース（以上ドイツ製）、サウラー（スイス製）など少量輸入品ばかりで、エンジンも部品も高価なものであった。
長岡鉄道以後も、江若鉄道などカタログデータのみによる燃料費用節減効果に惹かれてディーゼルカー導入を試みた私鉄はいくつかあったが、その多くが燃料噴射ポンプの噴射量調整困難をはじめとする取り扱いの難しさや、少量輸入に頼らざるを得ない補修用部品の供給問題などに阻まれ、試作車を1 - 2両導入しただけで挫折している。
それでも相模鉄道（初代）、神中鉄道、加越鉄道、北九州鉄道などはディーゼルカーを一般営業運転で安定して使用できるようになっていた。特に神中鉄道が1936年（昭和11年）から1940年（昭和15年）にかけて、国産ディーゼルエンジン（池貝鉄工所・日立製作所製）搭載のディーゼルカーを11両も導入し、実用水準に到達していたことは特筆される。
また、日本の資本・技術で運営されていた南満洲鉄道は、日本車輌製造に発注して電気式のディーゼル列車「ジテ1型」を1934年（昭和9年）に新製し、一般旅客列車に投入して運用実績を収めている。同社はさらに1937年（昭和12年）から1940年（昭和15年）にかけ、ドイツやイギリスの技術を導入して流体継手やトルクコンバータを変速機に用い、ドイツの大形気動車並みにエンジンを台車装架としたディーゼルカーで、重連総括制御が可能な機械式のケハ6型6両と液体式のケハ7型2両を日本車輌で製造し、営業運転にも使用している。
鉄道省も1935年（昭和10年）から1937年（昭和12年）にかけてディーゼルカー（キハ42500形）を試作したが、実用水準には至らなかった。しかしその過程で、1935年（昭和10年）には新潟鐵工所、池貝製作所、三菱重工の3社に150 PS級ディーゼルエンジンを競作させており、それらの試験結果を基にして1942年（昭和17年）には気動車用150 PS級標準形ディーゼルエンジンの基本設計を完了している。戦後、このエンジンは「DMH17」の呼称を与えられて制式化され、気筒数を8気筒から6気筒にスケールダウンした姉妹機種の「DMF13」と共に、省線の気動車用制式エンジンとして地方鉄道を含め、日本全国に広く普及した。
だが1930年代後半以降、社会全体が戦時体制へと突入したことで、実用車としてのディーゼルカーの発展はここで10年以上の長い停滞の時代を迎えることになる。

### 気動車の新製禁止
1937年以降、日本が戦時体制に入ると、気動車の運行に必要なガソリンや軽油、重油、潤滑油等が使用制限されるようになる。
1938年4月に成立した国家総動員法の下、同年5月からガソリンは配給制となり、配給ガソリンには10 %のアルコール（メチルアルコール）が強制的に混入された。
また鉄道省は1937年度を最後に気動車の新造を中止していたが、1938年以降、私鉄に対しても内燃動車の新規製造を原則として認めなくなり、路線廃止や老朽化等で放出された中古気動車の譲渡価格は極度に高騰した。
沿線に軍の駐屯地・軍用飛行場や鉱山などがある一部私鉄や、樺太、外地（台湾、満洲）路線向けには、例外的に気動車新製が行われたが、それも1941年を最後に途絶した。

## 戦中・戦後燃料統制期

### 戦時中の気動車運行
1941年に燃料油の民間配給が途絶えて以降、日本国内の気動車の運行は蒸気動車と代用燃料を使用したガソリンカーに限定されることとなった。
燃料不足により内燃動車の稼動は大幅に低下し、休車となったり、客車代用、あるいはエンジンを取り外して客車として使用される車両も多かった。省線では1945年5月（3月とする文献もある）において内燃動車の運転を取りやめている。ディーゼルカーについては戦時中には代用燃料を使用する手段が実用化されず、ディーゼルエンジン車両は休止を余儀なくされた。

### 代用燃料（代燃）車
代用燃料（代燃）車とは、本来想定される正規の石油系燃料の代替として、それ以外の燃料（代用燃料）を用いて走行する車両のことである。
戦時体制に入りガソリン等の燃料油が入手できなくなると、内燃機関で走行する鉄道車両や自動車は代用燃料の使用が必須となった。代用燃料では一般に「木炭ガス」といわれる、木炭などの固形燃料をガス発生炉（代燃炉）で不完全燃焼させて発生させた可燃性ガスが知られているが、天然ガス、アセチレンガスもあった。このうち内燃動車には、ガス発生炉によるものと天然ガスが使用された。

#### ガス発生炉搭載車
ガス発生炉搭載車は、車両に搭載したガス発生炉（代燃炉）で木炭や薪等を不完全燃焼させ、発生した一酸化炭素を主成分とするガスを燃料にガソリンエンジンを回して走行する（木炭自動車の項目も参照）。
内燃機関を車載ガス発生炉で駆動する着想は19世紀末からあったが、本格的な開発は第一次世界大戦直後、1918年頃のフランスで自動車用として始まり、日本でも1920年代以降、陸軍の技術将校や学者、民間技術者などが、やはり自動車用として実用化研究に着手していた。そして第二次世界大戦中から戦後間もない時期には、欧州大陸や日本などで既存ガソリン自動車の代替燃料確保手段として広く用いられた。
ガス発生炉は、気動車分野でも早くから採用が試みられていた。日本の気動車で初めて木炭ガス発生炉を装備したのは1934年の流山鉄道キハ32（1934年汽車製造会社東京支店製の半鋼製2軸車）であるが、ガス発生炉がまともに実用にならず失敗に終わっている。代燃車が気動車の分野において普及したのは、石油供給事情の悪化がきわめて深刻となった1940年頃からで、政府からの奨励や燃料統制もあり、多くのガソリンカーが車端部等にガス発生装置を後付けした。
代燃炉の設置場所は、車外に露出している方が日常整備や発熱、ガス漏れ対策で有利であり、私鉄では荷台を利用するなどして車体妻面外部に設置した例が多い。外部荷台がない車両の場合は、代燃炉と支障する連結器取付部につき、台枠端梁から鋼材で連結器支持部を延長することで、端梁前面左右にスペースを確保した。省線や一部の私鉄は車内床上（通常、片側の運転台横）に搭載し、客室とは仕切り板で区切って、代燃炉スペースを確保した。希少例として五戸鉄道では床下に設置している。
ガス発生装置のメーカーは中小零細企業が多く、多種類の製品が存在し、私鉄の工場現場で独自に製作した事例もあり、搭載気動車の構造にも左右されて、その搭載形態は多種多様であった。だが固形燃料であるため、ガス発生後は「クリンカー」と呼ばれる固化した燃えカスが炉内に残り、保守担当者が日々その除去作業を強いられることは共通であった。また常時高熱にさらされるガス発生炉はそれ自体の痛みも早く、炉の実用寿命は1～2年程度であった。
これらのガス発生炉利用のガソリンカーは、カロリー不足で本来のガソリン使用時よりも大幅な出力低下を余儀なくされ、ガソリンであれば登り切れる勾配も、代用燃料では出力不足で立ち往生するような事態が生じた。またガスに混じったタールなどの不純物を除去しきれないため、エンジンが摩耗・損傷しやすく、エンジンの頻繁な分解修理を強いられた。
1930年代には電気モーターによるセルフスターター装置が自動車用・大型定置ガソリンエンジンに広く普及しており、単端式以外の床下機関式内燃動車では、始動用手動クランクのエンジン連結が構造的に難しいこともあってセルフスターター始動は一般化していたが、薪炭ガス燃料ではエンジンの始動性も非常に悪く、乗務員・整備員を苦労させた。対策として、始動時だけは僅かに供給される配給ガソリンを使い、始動したら薪炭ガスに配管を切り替える事例や、他の気動車・蒸気機関車による「押しがけ、牽きがけ」で車輪から大きな駆動力を与えて始動させる事例が多く見られた。
始動用燃料として極めて貴重な配給ガソリンや、代燃化しても消費を避けられない潤滑油の配給枠を確保するため、使用に堪えず休車したり客車代用となった老朽ガソリンカーについても名目は自走稼働している扱いとして当局をごまかす私鉄も少なからずあった。
ガス発生源となる燃料は、主力となった木炭や薪など木質燃料のほか、中国産無煙炭や、コーライト（半成コークス）などが用いられている。省線では蒸気機関車のボイラーから回収されるシンダ（石炭の燃えかす）を気動車のガス発生燃料に用いる試みも行われ、100両前後のガソリンカーが改造されたとの記録が残っている。が、いずれも燃料となるガスの主成分が有毒な一酸化炭素で、保守担当者が車庫での整備中に漏洩ガスが原因で中毒死する事故が起こるなど、燃焼効率や出力以外の部分にも問題が多かった。
なお、ガス発生炉式に改造された鉄道省気動車については、ガソリンカー時代から特段の改形式・改番は行われていない。

#### ガスカー（天然ガス動車）
他に代用燃料による気動車として天然ガスを燃料に用いた「ガスカー」がある。
これは千葉県、新潟県、山形県、秋田県など天然ガス資源に恵まれた地域で、1940年（昭和15年）前後からガソリンカーを改造して出現したもので、ガスボンベ多数を床下搭載して改造ガソリンエンジンを駆動した。ガソリンカーに比べて20 %程度の出力低下に留まり、燃焼特性自体は良好でエンジンへの悪影響もなく、走行性能では他の代燃車よりは優れていたが、ガス代が極めて高価であること、ガス充填に時間と手間が掛かり、車載ボンベもかさばること、そして爆発の危険性など、特有の問題も多かった。このため、ガス産地至近の一部省線と私鉄5社で用いられたのみで、他の地域にまで一般化はしなかった。これらの地域では後年までディーゼルカーのことをガスカーと呼ぶ者もあった。
1950年（昭和25年）6月に、ガスカーを使用していた小湊鉄道において、ディーゼルエンジンに天然ガスを混合した空気（混合気）を吸気させ、圧縮行程で少量の軽油を噴射することで着火させるという、天然ガス使用ディーゼルエンジンの実車試験が行われた。燃費面では、ガソリンエンジン形の火花点火式よりも大幅な改善を実現したものの、朝鮮特需によって同年中に軽油の供給量に問題がなくなると本来のディーゼルエンジンとして用いた方が遙かに経済的な状況となり、本格実用化に至らないままに終わった。

### 終戦後の気動車
終戦後もしばらくは燃料油の入手難は続き、気動車の運行は戦時中と同様、蒸気動車と代燃車により細々と続けられていた。燃料不足の慢性化から、1949年（昭和24年）から1950年（昭和25年）になっても遊休ガソリン動車を木炭車に改造した事例が記録されている。
ガス発生炉は非常に使い勝手の悪い代物で、搭載した気動車自体と、それを取り扱う運転士や保守担当者双方に著しい負担を強いた。このため、戦後の一時期には外見こそガス発生炉搭載の代燃車ながら、実際は統制外（ヤミ物資）ルートで密かに仕入れたガソリンでほとんど走行していたケースもあった。例えば省線は戦後の1946年（昭和21年）3月、常磐線松戸 - 取手間にガソリンカーの運行を再開したが、その燃料は旧日本軍の本土決戦用備蓄ガソリンを入手して賄っていたという。そればかりか、沿線に米軍のキャンプや演習場が設営された江若鉄道のように、進駐軍の威光により代燃装置無しで堂々と特配のガソリンを使用していた例さえあった。
ただし、このような事例は少数に止まったようで、省線では1948年（昭和23年）から既存のガソリンカーを、天然ガスを燃料とするガスカーに改造して一部線区で運行を始めている（キハ41200・キハ42200）。
また、多くの非電化私鉄は燃料油の入手難に加え、戦後は石炭価格の高騰で蒸気機関車運用にも難渋した。この苦境を乗り切るため、1944年（昭和19年）から1951年（昭和26年）頃にかけて電化による電気動力転換を選択した例が少なからず存在する。石油・石炭燃料の高騰に比べれば、電力の供給事情はまだしも良好であったからである。
燃料油の入手難は、統制外燃料の流通もあり、次第に緩和の方向に向かっていたが、1950年（昭和25年）には非電化私鉄への燃料油の配給が再開されたことにより、正規のルートでも燃料油の入手が可能になった。
車輛の新製もこの頃から再開され、1950年（昭和25年）から1951年（昭和26年）にかけて各地の私鉄では、木炭ガスや天然ガスをディーゼルエンジンの吸気に混合するタイプの代燃気動車が新製されたことになっている。だがこれらは、監督省庁が代燃車しか新製を認めないという制約をくぐり抜けてディーゼルエンジン搭載の気動車を新製するための方便に過ぎず、これらの車両は代燃炉を装着していても最初からヤミルートなどで入手した軽油で運行されていたのが実情であった。1949年（昭和24年）に発足したばかりの日本国有鉄道（国鉄）においても、1951年（昭和26年）から新製車の製造が再開された（キハ41600 - 、翌年にはキハ42600 - ）が、こちらは当初より正規のディーゼルカーとして竣工している。
各種の代用燃料気動車は、最終的には燃料事情が改善すると、多くがエンジンをディーゼルエンジンに載せ替えて、ディーゼルカーに再改造された。
蒸気動車については国鉄では1947年（昭和22年）を最後に運転を取りやめ、私鉄における使用もほぼ同時期までで終了している。当時、日本の蒸気動車のすべては車齢30年かそれ以上を経過した老朽車ばかりで、戦時中の酷使も伴って機器類の痛みが激しく、加えて近江鉄道での例外的な鋼体化事例を除いてはすべて木造車であった。このため1947年以降も私鉄で運用された事例は、動力装置を取り外し、客車か電車付随車に改造されたものばかりである。

## 戦後発展期

### ディーゼルカーの一般化
日本で気動車エンジンがディーゼル機関に本格移行したきっかけは、1940年に発生した、西成線（後の桜島線）安治川口駅でのガソリンカー横転火災事故とされる。189人もの死者を出したこの大惨事によって、発火しやすいガソリンを燃料に用いる危険性がクローズアップされた（西成線列車脱線火災事故も参照）。
日本では、第二次世界大戦直前から陸軍主導で戦車や自動車など軍用車両向けとして、規格設計による「統制型ディーゼル機関」と呼ばれる標準エンジンの開発が進められ、国内の自動車メーカー・エンジンメーカー各社において量産実績を重ねていた。水冷式・空冷式のいずれも存在したが、戦後鉄道用に用いられたのは原則として水冷式のみである。
また国鉄も戦時中まで気動車用ディーゼルエンジンの開発に取り組んでいたことで、ディーゼルエンジン技術の蓄積がなされていた。その結果、安全性と燃費に優れたディーゼルカーが、戦後に普及することになる。
この時期に日本のディーゼルエンジン開発が大きく進展した一因として、ディーゼル機関の性能を左右する燃料噴射ポンプの分野で当時世界最優秀だった、ドイツのロバート・ボッシュ社の方式による噴射ポンプが、1939年設立の「ヂーゼル機器」（社名変更を経て現・ボッシュ株式会社）でライセンス取得により国産化されていたことが挙げられる。ボッシュ式燃料噴射ポンプは、統制ディーゼル機関やDMH17系機関でも採用された。
既存ガソリンカーのエンジンを交換してディーゼルカー化する流れは、江若鉄道において1947年に、トレーラーバス用転用の統制ディーゼル機関を在来保有車に搭載したのが嚆矢である。江若鉄道の場合、前述の通り連合軍キャンプが沿線にあったため、燃料の特配が受けられたことで早期のディーゼル化が実現したが、この流れが他事業者にも本格的に普及し始めるのは燃料供給事情が好転した1950年以降である。この頃になると、統制型エンジンの流れを汲むいすゞ・日野の75 - 100 PS級6気筒を中心としたディーゼルエンジンが大型トラック・バスに普及し、部品供給面の改善（自動車業界の部品流通網が利用できた）や使用側の整備能力向上などインフラが整ってきたこと（戦時統制による企業統合で、多くの私鉄がバス部門を兼業するようになっていた）、さらにこのクラスのエンジンは私鉄に広く普及した12 - 16 m級中型気動車に適した性能であったことなどが背景にある。
ガソリンカーのディーゼル化は、1950年代に入ると国鉄を筆頭として全国的なトレンドとなり、1950年代末期までに零細私鉄での若干の例外を除けばガソリンカーは見られなくなった。また1951年以降は私鉄向けディーゼルカーの新規製造も再開され、徐々に盛んになった。
さらに、基本設計を終えながら燃料統制の影響で実用に供されていなかったDMH17系機関が、1951年から量産化され、国鉄気動車に搭載されるようになった。DMH17系は、当時の日本で気動車用大型エンジンとして実用可能な唯一の存在であったことから、以後国鉄・私鉄を問わず広く用いられるようになる。

### 液体式気動車

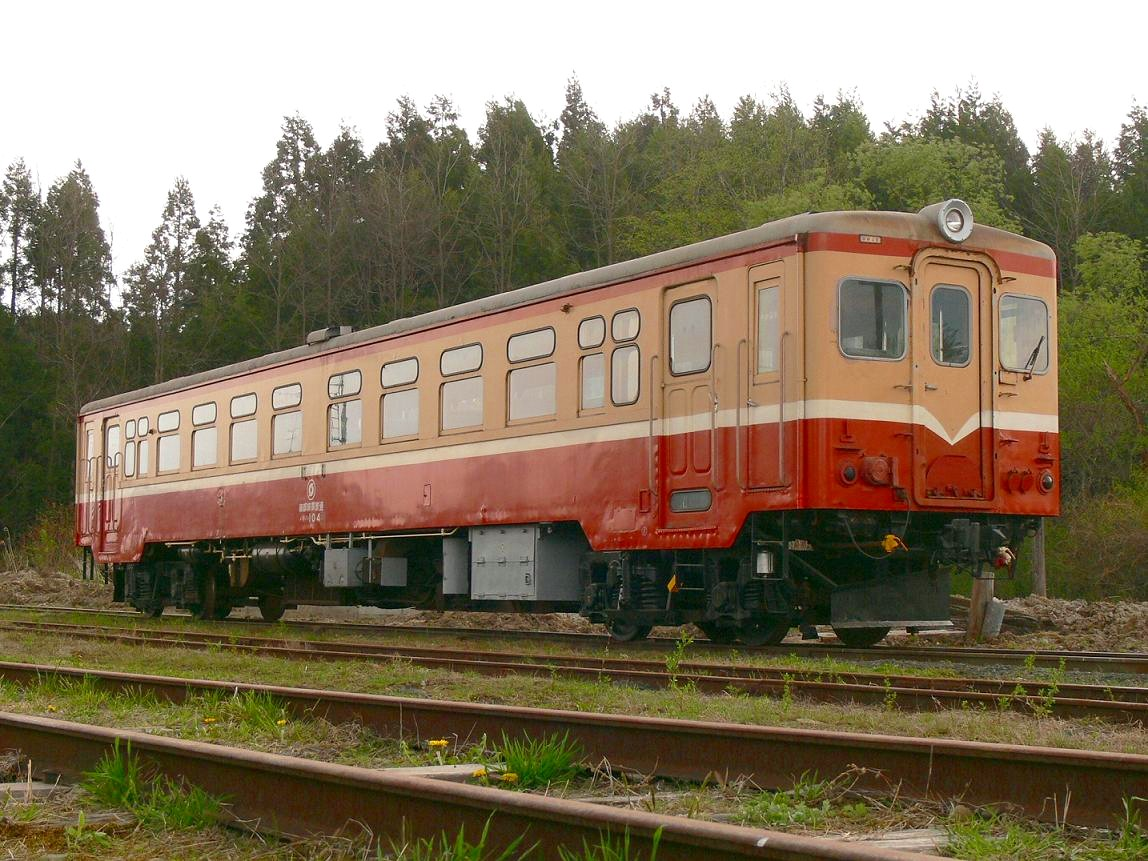
国鉄キハ10形（画像は南部縦貫鉄道に譲渡されたもの）

1950年代初頭まで、日本の気動車はほとんどが、マニュアル自動車同様の選択摺動式の多段変速機と手動（ないしは足動）クラッチによって速度制御を行う、「機械式気動車」であった。
この方式は単純で低コストではあったが、複数車両の遠隔操作（総括制御）が不可能なシステムであり、2両以上の連結運転を行う場合には、各車両に運転士を乗務させ、汽笛かブザーの合図によって協調運転を行わなければならなかった。これでは合理化に逆行し、また実用上4両以上の長大編成も困難であった。長大編成を組んでの高速運転はほぼ不可能であり、幹線輸送の主力とはなり得なかったのである。
1930年代には、欧米で主流であった「電気式気動車」が日本でも若干試作された。ディーゼル機関で発電機を駆動させ、発生した電力で電車同様に台車装架のモーターを駆動させる方式で、電車と同様な複数車両の総括制御が容易なことが長所である。
国鉄の試作電気式気動車2形式はいずれも失敗作に終わったが、南満洲鉄道ジテ1形（1934年）、相模鉄道キハ1000形（1935年）は一定の成績を収めた。しかしこれらは機器類が増加し、複雑・高コストで、当時の日本のエンジン技術では重量過大でもあり、既存の路線にそのまま投入できるものではなく、同様の車両が普及することはなかった。国鉄は1952年 - 1953年にも若干の電気式気動車を試作したものの、結局は「液体式気動車」の実用化成功によって以後の発展は途絶した（詳細は「日本の電気式気動車」の項を参照）。
トルクコンバータを用いた「液体式変速機」は、神戸製鋼所が1936年にスウェーデンから技術導入して試作したものが日本での最初であり、1938年には南満洲鉄道のケハ7型が営業運転を開始している。変速機の構造自体は複雑であるが、機械式気動車の変速機をそのまま置き換えることができる、総合的には簡易なシステムであった。しかも軽量で遠隔操作可能なことから、国鉄もこれを有望視して1936-1940年に実車試験を行っている。しかしながら戦争の影響で開発は頓挫し、本格的な開発再開は1951年まで待たねばならなかった。
実用化された液体変速機を搭載した最初の液体式気動車キハ44500形は1953年に完成、当初は空転などの問題もあったが改良を重ねて克服し、全般に軽量かつ簡素な構造で気動車の総括制御が実現できるようになった。同年から前面貫通構造・半自動ドア装備とした量産型の液体式気動車キハ45000系（後のキハ10系）が大量増備され、最大10両編成を可能として蒸気機関車牽引の長大な客車列車をも代替できる存在となったことで、気動車は国鉄線に急速に普及してゆく。
さらに大型軽量ボディの実用化により、1956年には準急列車仕様のキハ44800形（後のキハ55系）、1957年には普通列車用のキハ20系が登場、従来の客車と装備面でも遜色なくなったこれらの気動車は、旅客列車近代化の大きな原動力になる。
液体式気動車の普及は、国鉄の輸送体制そのものだけではなく、鉄道沿線の地方住民・自治体などにも大きな影響を及ぼした。1960年代以前は大都市近郊でも非電化区間は多く、幹線でさえ蒸気機関車による運行が相当な割合を占めていたため、多くの非電化路線の沿線では「無煙化」こそが鉄道近代化の象徴であり課題となった。従って、都市部以外の非電化路線においては無煙化と高速化を実現できる気動車への期待と需要は非常に高まることとなった。
実際、この当時、新造される気動車の配置先を巡って、地方選出の国会議員や地方自治体の首長が国鉄本社に陳情を繰り返し、時に予算面等から干渉しようとしたり、地元への気動車導入を選挙公約に持ち出したなどのエピソードは少なからず残されている。国鉄側もこのような情勢から、一時期は新製気動車の配分を巡っての対応に苦慮することもあったという。

### 私鉄の気動車開発とメーカーの独自技術

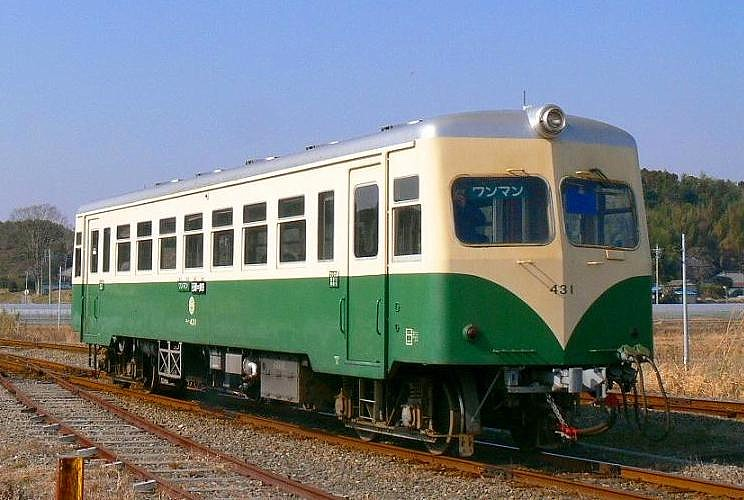
鹿島鉄道キハ431（元・加越能鉄道キハ125）。1957年東急車輌製。車体は私鉄向け設計だが、エンジン・変速機・台車は国鉄向け設計からの転用である

第二次世界大戦前、気動車の分野においては私鉄および車両メーカー独自の技術的開発が非常に盛んであったが、戦後は下火になった。元々気動車を用いる非電化私鉄は資本力の弱い中小私鉄が多く、独力での開発よりは、基本的に意欲的なメーカーが開発した新技術を、メーカーのアプローチにより先行採用するというスタンスが多かった。
戦前に地方で亜幹線・主要ローカル線クラスの地位にあった地方私鉄で、気動車を多数導入し成功した鉄道のうちいくつか（中国鉄道〔現・JR津山線ほか〕、相模鉄道〔初代、現・JR相模線〕、北海道鉄道〔現・JR千歳線〕など）は、戦前・戦中に国家買収され、国鉄線となっていた。また、大手私鉄路線となり、すぐに電化されたケース（神中鉄道など）も見られる。
さらに国鉄のキハ41000形や買収私鉄引き継ぎ車などの機械式変速機を装備した気動車が、国鉄から私鉄向けに大量に払い下げられるようになったことで、独自の車両開発の必要性が以前ほど強くなくなった面もある。戦前に大型車開発などメーカーと協力して革新的な試みを行った江若鉄道も、戦後は国鉄払い下げ車が主力になってしまっていた。
代わって戦後の気動車導入の旗頭となったのは北海道を中心とした運炭鉄道で、戦後しばらく石炭産業が好況にある一方で石炭価格が高騰していた事情から、液体式気動車出現の前後の時期には各社で特色ある気動車を多く導入している。特に夕張鉄道キハ200形（1952年 機械式）・キハ250形（1953年 液体式）は国鉄の北海道における気動車導入拡大にも大きな影響を与えたとされる。もっともそれらの運炭鉄道の新造気動車は、根本技術面では同時期の国鉄標準車キハ10系・20系の水準を大きく逸脱するものではなかった。
またこの時代、大手私鉄のほとんどは既に電化され、気動車業界で国鉄と技術競争を行う相手になり得なかった。戦後の大手私鉄で優等列車用の気動車を保有したのは名古屋鉄道、小田急電鉄、南海電気鉄道の3社のみで、いずれも国鉄線乗り入れを目的としたものであり、独自に東急車輛製TS-104系台車を採用した小田急以外は、エンジン、変速機等の動力系をはじめ、運転台機器も国鉄気動車と揃えられていた。
私鉄の独自性は、車体デザインでは優等車専用車（1955年 小田急）のほか、転換クロスシート車や通勤用車など各社の事情に合致した多種多様なバリエーションに発揮された。しかしこれに対して機器類については、国鉄がDMH17系エンジン搭載の液体式気動車を大量増備していた状況を考慮すれば、国鉄の標準型エンジン・変速機の安定した実績をそのまま利用する方が、製造ロット数の僅少な私鉄気動車には有利であった。国鉄に先駆けたDMH17系エンジンの180 PS化（1955年 小田急電鉄）、歯車駆動式の2軸駆動台車（1955年 留萠鉄道）、空気ばね台車（1958年 札幌市交通局、1959年 常総筑波鉄道）、流体継手の採用（1957年 夕張鉄道）など、一部私鉄には技術面での意欲的な試みもあったものの、それ以上の発展・他社波及を見ない単発的導入に留まったケースが多く、私鉄あるいはメーカー経由で後続の技術開発に十分活かされるまでには至らなかった。

### 優等列車分野への進出

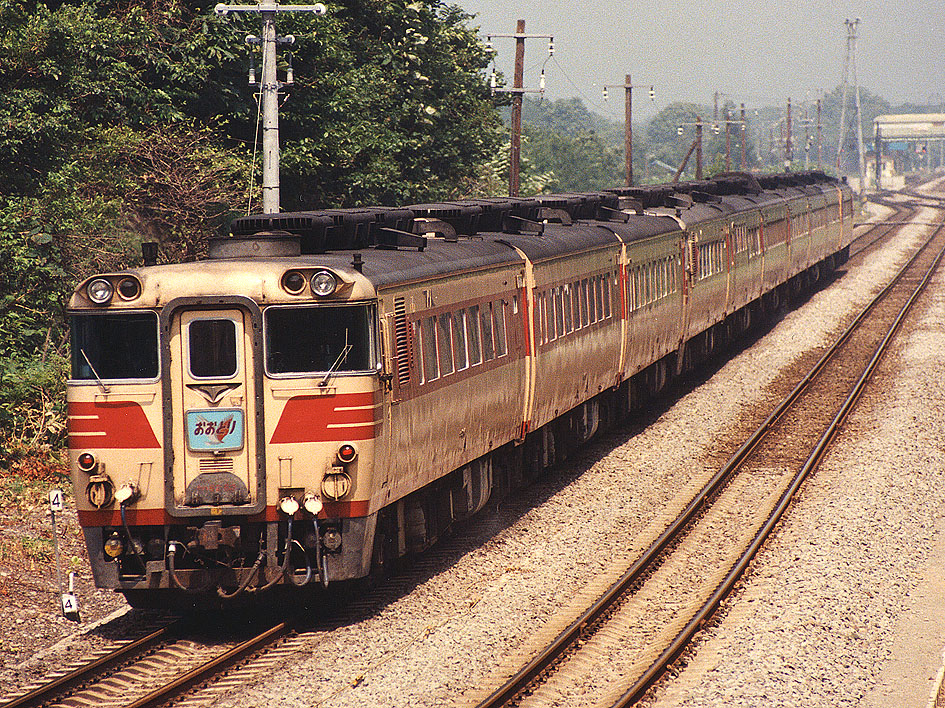
国鉄キハ80系特急形気動車

機関車牽引列車よりも総合的な高速性に優れ、なおかつ編成運転を行える液体式気動車の出現は国鉄における新たな展開を促し、まもなく優等列車への投入という形で発展した。
1953年以降、気動車による快速列車が運転されるようになり、1955年には関西本線と御殿場線で気動車準急列車が運転を開始、1956年には幅広軽量車体の準急形キハ44800形（後のキハ55形）が出現して、客車に比しての居住性の遜色は相当に改善された。気動車準急列車は1960年頃までに日本全国に普及、さらに1958年からは気動車急行列車が出現した。
そして1960年には空気ばね台車と空調設備を装備し、食堂車を連結した初の特急形気動車キハ80系が開発され、東北本線特急「はつかり」に投入される。当初は故障が頻発したが後に克服し、キハ82、キシ80形を加えた改良型キハ80系は、1961年以降大量増備され、日本全国に特急網を整備するなど、大きな成功を収めた。
1953年から1968年までに5000両を超える国鉄気動車が増備され、イギリスをもしのいで気動車保有世界最多を誇ったのもこの時期である。未電化路線が多かったため、地方路線の高速化・サービス向上に気動車は大量導入され、著しい実績を収めた。その意味から言えば、1960年代は国鉄気動車の最盛期とも言える時代である。

## 1960年代以降の展開
1960年代後半以降、国鉄主要幹線の電化が進んだことで、気動車の使用線区は亜幹線やローカル線が主体となっていく。国鉄では気動車の性能向上の試みも行われたが概して芳しくない結果に終わり、国鉄経営及び労使間関係の悪化もあり技術的停滞が続いた。

### 大出力エンジン開発

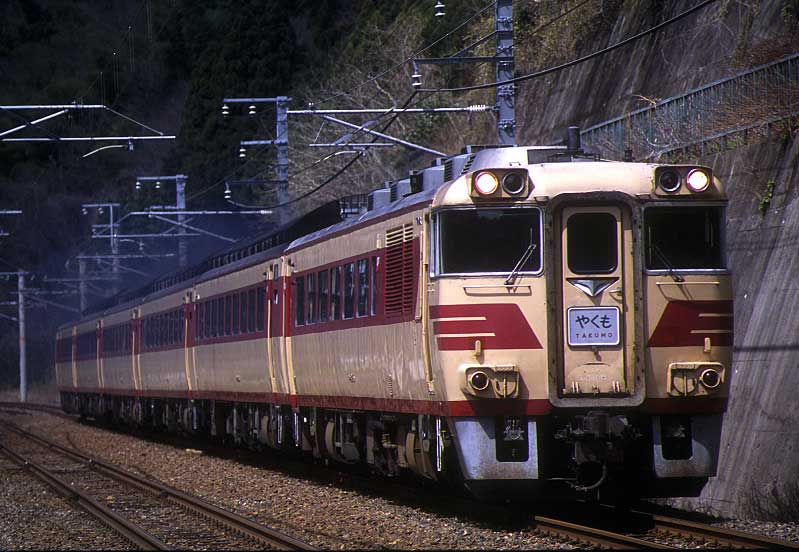
国鉄キハ181系特急形気動車

日本の鉄道用ディーゼル機関技術は、気動車用標準型「DMH17系」(150 PS - 180 PS)、ディーゼル機関車用標準型「DML61系」(1,000 PS - 1,350 PS) の実用的な成功以後、保守・堅実の傾向を強め、1950年代 - 1970年代を通じて、欧米からは立ち後れていた。
これらのエンジンは信頼性こそ高かったものの、サイズや排気量の割には低出力かつ高燃費であり、優等列車・勾配線用気動車や幹線用の大型機関車では1両にエンジン2基を搭載する必要があった。このような問題を解消するため、国鉄では気動車用に過給器を装備した大出力エンジン開発の試みが続けられていた。
1959年にDD13形機関車のDMF31S系エンジン (370 PS) を水平シリンダ型のDMF31HS系 (400 PS) に設計変更して気動車に転用することで、キハ60系（キハ60形・キロ60形）が試作されたが、エンジン・変速機技術、特に大出力を受け止める変速機設計技術の未熟から実用化に失敗した。
1966年には、全面的に新開発されたDMF15系 (300 PS) およびDML30系 (500 PS) 機関を搭載した急行形気動車キハ90系を試作、一定の成績を収める。
これに伴い、1968年にはDML30HS系機関を搭載した特急形気動車キハ181系を量産化した。このDML30HS系機関は翌1969年に、急行形気動車の冷房電源確保用として開発されたキハ65形にも搭載された。
しかし、DML30系機関は必ずしも全面的な成功作とは言い難かった。過給器付の多気筒エンジンであり構造が複雑で騒音・振動が大きく、85 km/h以下の全速度域において動力変換効率の低い変速段を常用する液体変速機の特性もあって、いくつもの整備面の課題を抱えていた。特に変速機の問題は深刻であり、故障の割合は全体の62.2％に及び、これによりエンジンカット→MT比低下による出力低下→過負荷→オーバーヒート→速度低下→運転不能といったケースに結び付き、割合以上に深刻な問題をキハ181にもたらした。
このDML30系機関は実用化と相前後して幹線電化が進展し、優等列車用気動車増備の需要が一段落したことや、量産開始後にオイルショックが発生し、国鉄が従来非電化のままでの近代化を計画し、一時はガスタービン動車の導入さえ検討していた亜幹線クラスの路線についても電化を推進するように方針転換したこともあって、その生産数は伸び悩んだ。
1970年代中期までのDML30系機関の採用例は、キハ181系・キハ65形以外には北九州地区の快速用キハ66系と試験車のキヤ191系の2系列があるのみで、しかも当初は「汎用気動車」を標榜し次代の一般型気動車のひな形とされたキハ66系は軸重過大などの理由から製造両数は30両にとどまった。1976年までのDML30系機関搭載車の総数は、試作車であるキハ90系を含めても307両と当時5,000両を数えた国鉄気動車の総数からすればわずか6 %程度の低水準である。
しかもキハ66系では先行したDML30系機関搭載各系列でのエンジントラブルに鑑み、その対策として当初から440 PSに出力が抑制されており、後にキハ181系などでも信頼性向上のために出力低下措置が実施されている。

### ガスタービン動車の開発
こうした大出力ディーゼル機関の開発・実用化を進める一方で、国鉄は1966年度より国外で実用化が報じられていたガスタービン動車の開発研究を開始していた。
キハ181系の量産がスタートした1968年度には汽車製造東京製作所で廃車となったキハ07形にヘリコプター用機関を転用した1,000 PS級機関を搭載し、キハ181系用に開発されたDT36・TR205B台車を装着して構内にて試運転後、鉄道技術研究所の車両試験台上で試験を実施し、最高153 km/hに達する高速走行性能が確認された。
さらに1969年から1970年にかけて磐越東線で走行試験を実施して様々なデータが収集され、1972年には完全新規設計によるキハ391系試作車が国鉄大宮工場で製造されるに至った。
このキハ391系は591系電車と同様、在来線の高速化を目指して開発された高速運転用の試作車であり、ガスタービン機関の搭載のみならず様々な試験要素を盛り込んで設計されていたが、試験中の1973年にオイルショックが発生し、燃料消費率が過大でしかも騒音の大きいガスタービン機関を気動車に搭載することが困難な情勢となった。
このためガスタービン動車の開発は中止となり、量産車の投入が検討されていた紀勢本線・伯備線・田沢湖線については電化で対処されることとなった。
フランス国鉄ではガスタービン車が営業運転に供され、その技術はカナダやアメリカにも輸出されたが、日本での技術開発には影響していない。

### 気動車の生産・開発の停滞
1970年代に入ると国鉄の気動車の需要は充足され、気動車の生産数は減少した。特にキハ181系やキハ65形の生産が終了した1973年度からキハ40系製造開始までの数年間は、新形式の北九州地区の快速用キハ66系と事業用車のキヤ191系の2系列、36輌のみとなった。
日本の鉄道界においては、電車開発は1920年代から、国鉄とは別に、有力な大手私鉄企業や地下鉄を運営する公営企業が、鉄道車両メーカー・重電メーカー各社との協力体制を形成しており、国鉄電車の技術開発停滞期（特に1960年代後半-1970年代）にあっても、高度経済成長に伴う電車の大量需要から大手私鉄・地下鉄電車用の新規技術開発が旺盛であったことで、電車技術の改良は盛んに行われていた。
一方、気動車技術の分野では、市場情勢を左右するような「非電化の大手私鉄」が日本に存在せず、車両・機器類の販路の大部分は国鉄向けとなっていた。このため日本の気動車技術は国鉄が気動車の量産に成功して以来、特に1950年代に液体変速機と「DMH17系」ディーゼル機関が実用化されて以降は、完全に国鉄主導で展開されることになり、車両メーカーやディーゼル機関メーカーの企図による気動車技術新規開発の途は長く閉ざされていた。加えてこの時期には私鉄の気動車需要も減少し、少ない需要の大部分は国鉄や廃止となった他社からの譲渡車で充足されていたため私鉄気動車もまた生産・開発の停滞に陥っていた。こうして1980年代初頭まで、日本の気動車技術は国鉄・私鉄ともに著しい停滞状態となった。

## 20世紀末からの質的改善

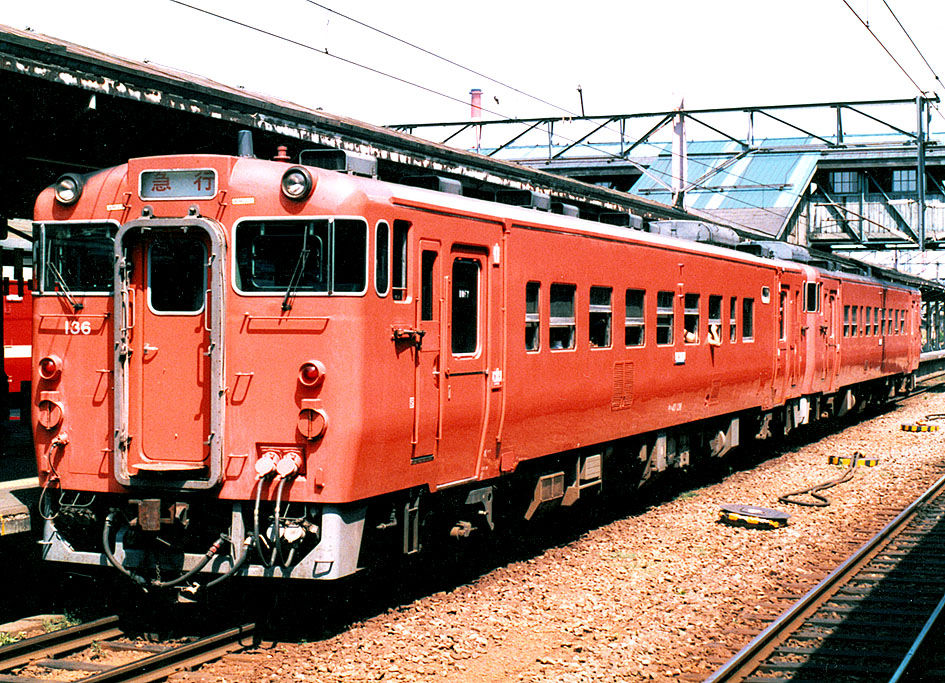
国鉄キハ40形（酷寒地仕様）

1970年代後半になると、国鉄では初期液体式気動車の10系気動車が老朽化したことで置き換え需要が生じたが、代替車としては当時の激しい労使紛争と国鉄経営の悪化を背景に、重い車体に非力な220 PS機関を搭載した、1950年代の旧型車と大差無い低性能車であるキハ40系が普通列車用気動車として大量増備された。
また、1979年に開発された北海道用の特急形気動車キハ183系も、搭載したDML30HS系エンジンは信頼性優先で出力抑制されており、気動車の性能向上の動きはしばらく停滞した。
日本の気動車が性能向上などの質的改善を本格的に軌道に乗せたのは、1980年代以降になってからのことである。
背景としてはエンジン技術自体の向上が最大の要素であるが、国鉄の経営悪化に伴い改革の動きが生じ、経営・現場の両面で従前の硬直化した体制が打破され、新しい革新的技術の積極的導入が可能となったことが大きい。
また、国鉄改革に際し廃止対象となった赤字路線の第三セクター鉄道転換に伴って各車両メーカーが小型軽量の新型気動車（レールバス）の開発に取り組み、この種の軽量車両での顕著な技術的成果が、より大型の気動車にエンジンも含めてフィードバックされたことも契機となった。1981年以降、富士重工業が「LE-Car」の名称でバス部品を多用した小型気動車を開発し、1984年以降私鉄での営業運転に導入されたほか、新潟鐵工所も簡素な設計の小型気動車を「NDC」の名称で開発、1985年以降私鉄に順次導入された。ことにNDCは国鉄末期に新製されたキハ31形・キハ32形などにも影響を与えたほか、JR各社にもアレンジされる形で導入例が生じている。
これらの体質改善においては、エンジン性能向上のほかにステンレス車体の採用による軽量化、台車の軽量化・空気ばね化による走行性能及び乗り心地の向上、変速機の多段化による効率改善、優等列車用の高速車両での振り子式機構の採用などが定型的に用いられている。この結果、JR各社における一部の強力型気動車については、既に電車と遜色ない性能水準に到達している。
新型気動車の導入は、燃費改善・検修の合理化・ワンマン運転の実現など経営改善策となり、また速度向上や冷房の設置など旅客サービス改善をも実現できた。

### エンジン性能の改善
エンジン自体については、燃焼効率に優れる直接噴射式（それ以前の主流は予燃焼室式）の採用、吸気弁・排気弁の気筒あたり多弁化やインタークーラーをも併用した高効率な過給の実現、燃料噴射における電子制御の導入（ガバナーや燃料噴射ポンプ）などが、従来よりも小型高性能なディーゼル機関を実現した。2017年現在、日本では鉄道車両用ディーゼルエンジンに対する法的な排出ガス規制は行われていないが、各企業は自主的な努力として低排出型エンジンを採用している。
現在気動車用エンジンの主流となっているのは、次の各社のエンジンである。

#### IHI原動機（旧・新潟鐵工所）
1983年に国鉄は普通列車用の低コスト形気動車キハ37形を試作したが、搭載された210 PSの新潟鐵工所製縦形（直立シリンダー形）直列6気筒機関「DMF13S」（メーカー名称は「6L13AS」）は船舶用の改良ながら構造が簡素化され、燃費効率も改善していた。すぐに横形（水平シリンダー形）に改良された6H13HS形 (230 - 250 PS) が「DMF13HS」の名称で国鉄に採用され、特に国鉄末期の新形気動車や第三セクター鉄道向け気動車に広く用いられて実績を上げた。以後インタークーラーの装備やチューニングの変更等で250 - 460 PSを発生、気動車用の汎用形機関としてJR・私鉄を問わず広く用いられている。
現在ではメーカーでの名称も「DMF13HS/HZ系」と改められている。なお、2002年に新潟鐵工所が経営破綻したため、石川島播磨重工業の出資により新潟原動機株式会社（現・IHI原動機）が設立され、エンジン製造事業の一部を承継した。

#### 小松製作所
産業機械業界で専ら建設機械等向けのエンジン製作が主であった小松製作所が、1988年に同社真岡工場の地元である真岡鐵道モオカ63形用エンジンで気動車エンジンに参入、以来スペース制約の厳しい建設機械への搭載技術を生かした直列6気筒11 L級SA6D125系（DMF11系エンジン、250 - 400 PS）、直列6気筒15 L級SA6D140系 (DMF15HZ系エンジン、450 PS) の小型高出力エンジンを中心に市場を広げている。特にその軽量・コンパクトさを買われ、JR各社の振り子式気動車のエンジンとしては唯一無二の存在になっている。もっとも、小松製作所は一時期カミンズとの技術提携を通じて技術開発を進めたという経緯があり、技術的に深かった両社の関係であるがこの2つのエンジンシリーズに関してはコマツが建設機械用として独自に開発したものがベースになっており、鉄道用においてもカミンズM11シリーズ、N14シリーズと全く競合していた。

#### カミンズ
戦後、日本の気動車用エンジンは国産技術振興や補修部品の入手性の問題もあって徹底して国産で押し通されてきたが、1989年にJR東海が特急用のキハ85系搭載用として、世界的なディーゼルエンジンメーカーであるアメリカのカミンズ社 (Cummins Inc) 製NT-855系エンジンを輸入し、鉄道業界の注目を集めた。もっとも実際に採用されたのは同社のイギリス工場製水平シリンダ形エンジンであるNTA855-R1 (350 PS) であった。
NT-855系エンジンは古く1960年代に設計された14 L級の直列6気筒機関であるが、鉄道・船舶・自動車・定置動力など広範に用いられ、世界各国で多数の使用実績があるベストセラーであり、日本においてもJR東海の沿線の大井川鐵道が同業他社の先陣を切ってNT-855L (355 PS) を1982年以降、井川線向けDD20形で採用、安定した性能で高評価を得ていた。大井川鉄道でこの系列の機関が採用された背景には、静岡県内の漁船でカミンズ製エンジンが大量に採用されており、補修部品の調達コストや納期の面で国産品に遜色ない条件を提示できた、という事情があった。JR東海の場合にもメーカーにこだわらず高性能で廉価なエンジンを求めた結果の選択ではあったが、この選択はアフターサービスの充実やランニングコストの低さをも重視したものである。NT-855系は以後その他のJR各社にも採用例が生じている。
しかしながら、2010年代以降、NT-855系・N14系を含むカミンズのNシリーズエンジンは、排出ガス規制の関係で後継形式エンジンに代替され、製品ラインナップから除かれた「過去の形式」となっているが、にもかかわらずJR東海は、全ての気動車用エンジンをNシリーズに統一した後は後継形式の導入はせず、2010年代に至ってもNシリーズの調達を続けている（カミンズは、製品ラインナップから除かれた過去の形式であっても調達には応じている）。日本では鉄道車両に排出ガス規制が設けられていないという背景もあるとは言え、輸送障害の原因になりやすい機関故障を極度に恐れる傾向から新形式の導入に消極的となってやむなく環境性能に劣る旧形式機関の調達を続けるという状態であり、過去の国鉄が、過度の標準化思考から脱することができず、旧式化したDMH17系エンジンを採用し続けたのと似た状況が生じつつある。
これら3系統の11 - 15 L級の直列6気筒エンジンが、21世紀初頭現在の日本における気動車用エンジンの主流であり、必要に応じたチューニングをすることで、普通列車用のレールバスから特急形車両に至るまで、広範に用いる手法がJR各社において半ば常識化している。しかし、上記のように、標準化を達成してしまうとそれ以上の刷新が阻まれるという状況も再び生じつつある。
また従前の日本の気動車では、1両あたり400 PS以上の出力を要する場合には、構造の複雑なDML30HS/HZ系機関を搭載する以外に選択肢がなかったが、整備性や経済性の改善された新世代の直列6気筒直噴エンジンが出現すると、特急形車両を中心にこれを1両に2基搭載する事例が多く見られるようになった。また、非力だったキハ40系を中心に、これらの新型エンジンと新しい変速機に換装することにより走行性能を改善させることも行われている。あわせて、換装後の機関の余裕出力により冷房化を図るケースも見られる。詳細は次項を参照のこと。

### 冷暖房システムの変化

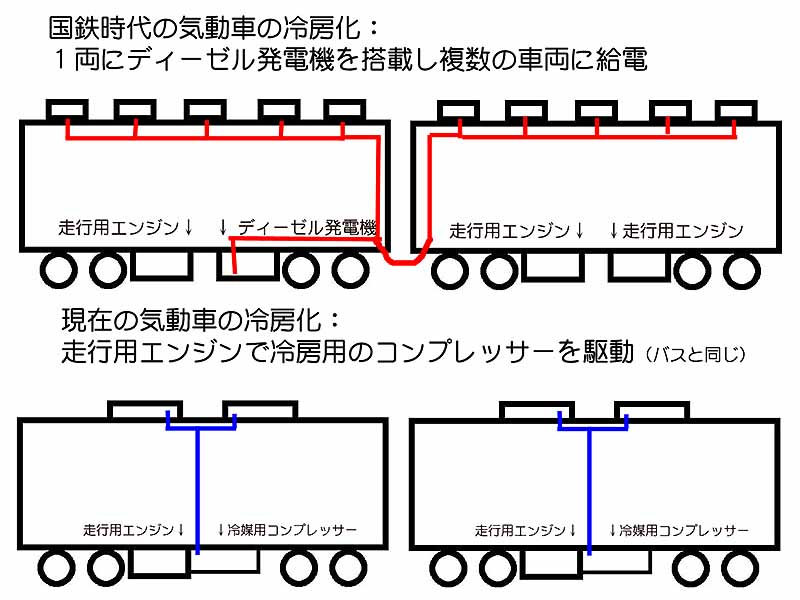
空調システムの変化（イメージ）

普通列車用気動車の冷房化は長らく立ち後れていたが、1980年代中期以降著しく進展した。これはエンジン出力の向上と、電車や客車と共通の電動式冷房装置に代わり、バス用の直接駆動式冷房装置を採用するようになったこととが影響している。
国鉄気動車は長年にわたり、冷房システムを電車と同一の電動式冷房装置に依っていた。このため空調やサービス機器用の電源は、専用エンジンを用いた発電機（発電セット）を搭載して確保せねばならなかった。たとえばキハ58系では、冷房用電源の4VK形発電機（自車を含め3両分の冷房電源を供給可能）を搭載したキハ65・キハ28・キロ28が編成に含まれなければキハ58の冷房が使えず、冷房サービスを敷衍させるには自由度を欠いていた。また単行運転される両運転台気動車は、空調用電源エンジンを搭載するスペースの余裕がないか、スペースがあっても過剰装備となりコスト面で不利なことから、容易に冷房化できない状況が続いていた。
高出力の直噴直列6気筒エンジンを搭載した新形気動車では、出力に余裕があることから、バス同様、冷房装置の空調用コンプレッサーを走行用エンジンの余力で直接駆動するように改められた。廉価なうえに、気動車1両単位でシステム完結した冷房化が可能なため、国鉄末期に登場したキハ185系などを皮切りに、単行運転向けの両運転台車から、特急形車両に至るまで多くの気動車でこの種の方式が採用されている。走行用エンジン出力が不足気味の車両では、一部のバスと同じく、別搭載の小型サブエンジンによってコンプレッサーを直接駆動する方式が採られている。
一部の車両は、発電機を一定速度で回転させる仕掛けである定速回転装置（次節で詳述）を介して走行用機関で発電機を駆動し、電気式冷房装置を稼動させている。この方式では、冷房を使用しない時期の発電電力を電気暖房に使う事ができるため、従来の機関廃熱利用の温水暖房に比べ、大幅に冷却系を縮小できる。よってメンテナンスコストの軽減にもつながる事となる。このシステムを採用した車両は徐々に増えつつある。例として、キハ283系気動車があるが、この車両はAC三相440 V・60 Hz、25 kVAの発電機を各機関に1台（1両で2台）装備し、冷暖房兼用空調装置のほかに別に装備された電気暖房の電源としても使用している。

#### 発電機駆動用定速回転装置

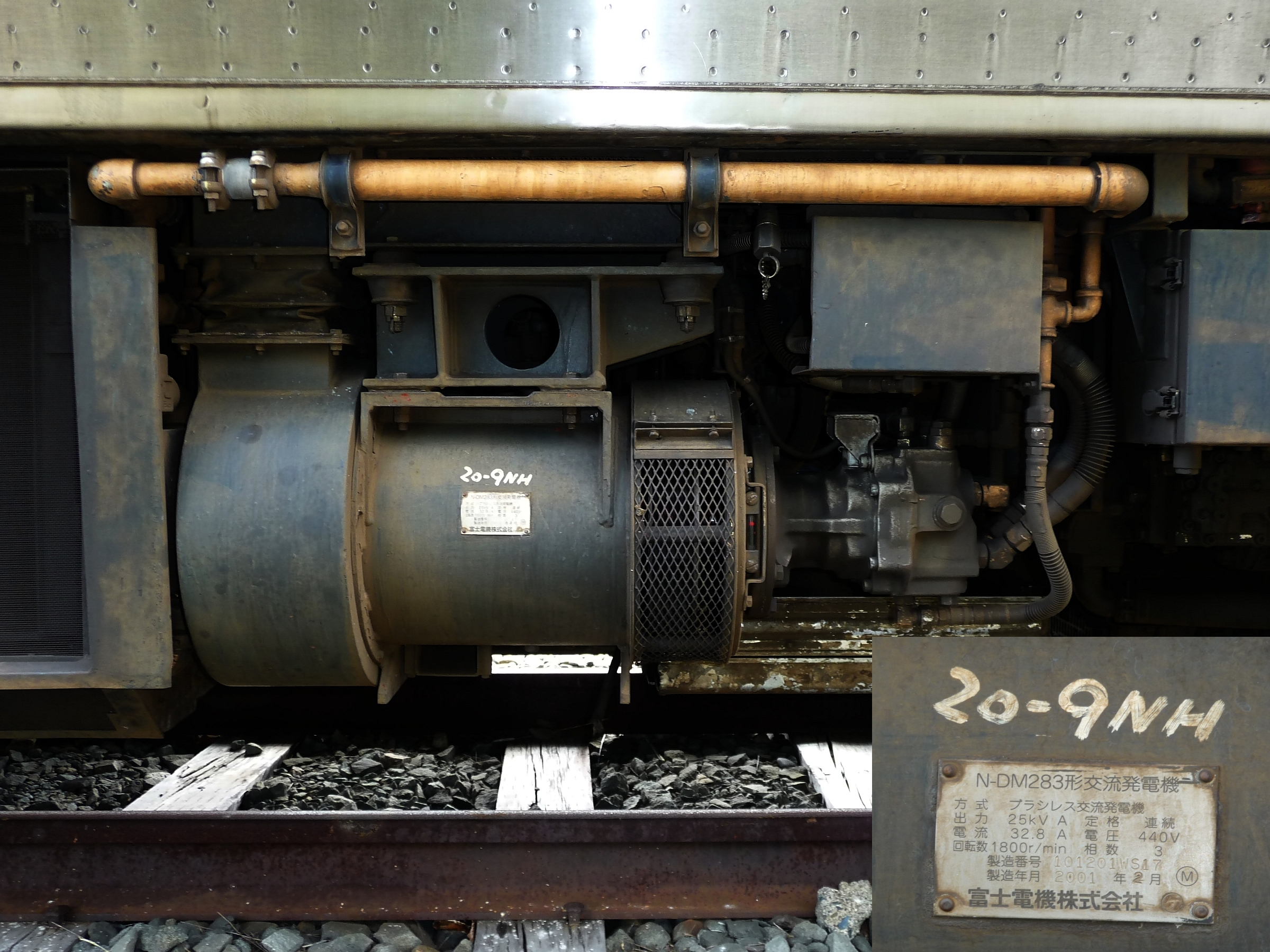
走行用機関出力利用の定速回転発電機（油圧ポンプ式）

国鉄特急形気動車での冷暖用を含むサービス電源は、3 - 4両ごとに搭載された大容量ディーゼル発電セットによってまかなわれていた。そのため当該部位には制御盤や大形冷却器が設置され、機器室とせざるを得ないことから客室定員が犠牲となっており、高回転で定速運転される発電用エンジンの騒音も避けられなかった。また、その重量と設置スペースの大きさから、軸重維持のため走行用エンジンが1基のみに限られる、水タンクを搭載できないためトイレを省略する、給電能力の都合から一定の割合で編成に発電セット搭載車を組み込む必要があるなど、組成や運用面でも多くの制約と不合理があった。
これらの短所を補うためには、各車でサービス電源を自給でき、かつ、システム全てが床下に収まるものが必要となる。旧来の客車や気動車にも、一両単位の床下分散電源方式が用いられていたことがあるが、これらは全て小型ディーゼルエンジンによって駆動されるもので、集中制御ができず、床下での排気や騒音の点で既に時代にそぐわないものとなっていた。また、中容量床下分散型の例は、キハ58系急行形気動車の冷房化に際して採用された「3両給電方式」（前述）があるが、上記の欠点に加え、重量と艤装スペースがやや大きく、搭載が1エンジン車に限られる制約があった。
これらの問題を全て解消すべく、当形式では各車に中容量の発電機を分散搭載しつつ、その動力源を走行用エンジンに求める方式が新たに開発された。交流発電機の駆動力を走行用エンジンから得る場合、列車の運転状況によりアイドリングからリミットまで回転数が変化することとなり、一定の周波数を保つことが難しい。そこで、2つの方式で発電機の回転を一定速に保つ機構が考案された。ひとつはJR北海道キハ283系気動車で採用された油圧ポンプと油圧モーターを用いて発電機を駆動するシステム、もうひとつはJR西日本キハ187系気動車・JR西日本キハ126系気動車で採用された湿式多板式スリッピングクラッチ（オメガクラッチ）を用いた定速回転装置（Constant Speed Unit＝CSU）を介して発電機を駆動する方式である。前者は油圧を一定圧に保つことにより定速回転を実現し、後者は油圧クラッチの作動圧力をコントロールすることで定速回転を実現した。両者とも動力の伝達はVベルトを廃した歯車とシャフトによるもので保守作業も軽減されている。

### 既存私鉄気動車の質的改善

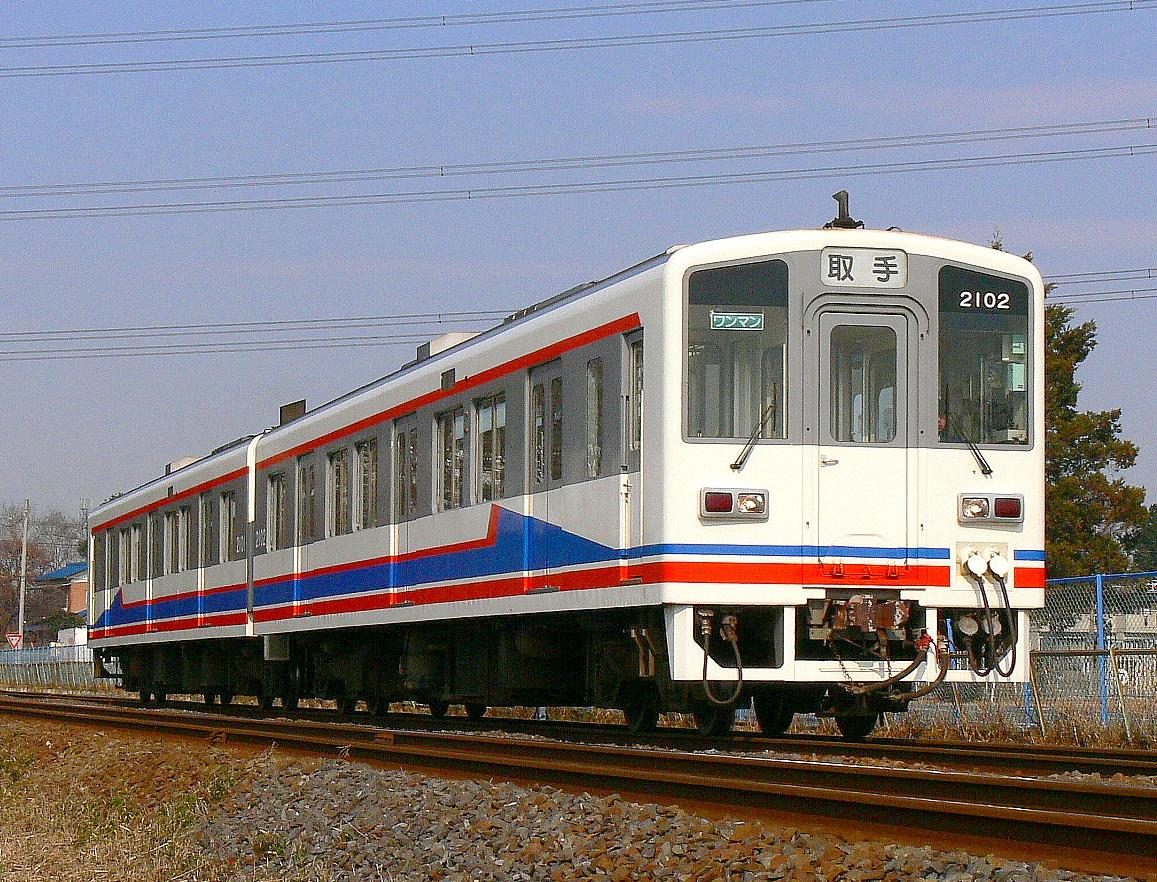
関東鉄道キハ2100形 (2007/1/16)

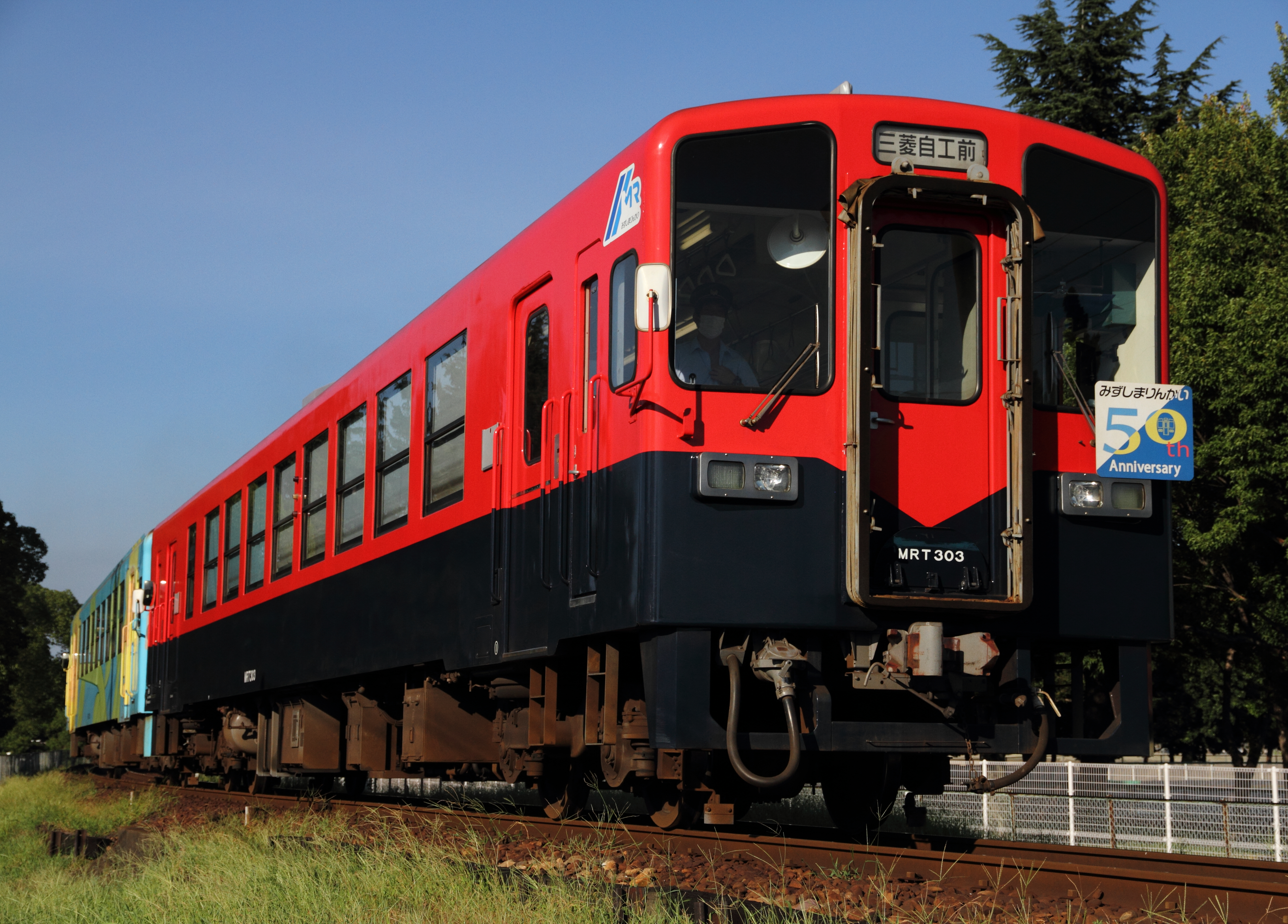
水島臨海鉄道MRT300形303 (2020/8/14)

一方、第三セクター以外の従来からの非電化私鉄各社も、モータリゼーションの進展を背景に1980年代までに多数の路線廃止が生じ、残存した会社もその多くが慢性的な赤字経営に陥っていた。この時期になると、これらの在来非電化私鉄における気動車の需要は老朽在来車のやむを得ない置き換えに限られ、それも国鉄や廃止私鉄の中古車両を譲受することで充足された。
このような状況から、地方私鉄で完全新製の気動車を1970年代まで増備し続けたのは、小湊鉄道ただ1社のみであった。同社は1961年に国鉄気動車を設計ベースとしたキハ200形を新製したが、これを僅かな改変のみで1977年まで新製増備し続けた。搭載エンジンは初期車から最終増備車まで一貫して前時代的なDMH17C形機関であり、形式統一を優先したが故の特異例と見ることができる。
また高度成長期以降沿線のベッドタウン化が進展していた関東鉄道常総線は、本来ならば電化すべき輸送密度であるが、近隣の柿岡に地磁気観測所が所在する関係で単純な直流電化は地磁気観測所に影響が生じるためできず、地磁気観測に影響しない交流電化も高コストになるという不利な立地条件にあった。このため同社は、日本の気動車としては珍しい3扉ロングシート仕様の純通勤形車両を1970年代後半から1980年代前半にかけて製作したが、それらは在来車との混結を前提としたため新しい技術の導入は見送られて古い国鉄払い下げ車からエンジン・台車・変速機等の主要機器類を流用し、車体のみを新製したDMH17機関搭載車であり、技術的な新味には乏しかった。
1980年代後半までおおむねこのような停滞状況が続いたが、この時期になると国鉄改革の影響で設立された第三セクター鉄道向け小型気動車が比較的ローコストで供給されるようになり、既存非電化私鉄でも、合理化と旅客サービス改善を念頭に置いてこの種の車両を導入する動きが生じてきた。
この結果、全面置き換えないしは主力車両としての位置づけで、1990年代以降、新潟鐵工所製NDCなど新型気動車の導入が各私鉄で進んだ。ほとんどは18 m級以下が多いが、輸送量の多い通勤路線である関東鉄道や水島臨海鉄道では、NDCの機構をベースとした通常形気動車と同等の20 m級大型車も出現している。
これらの新車群の出現と並行して、在来形気動車のワンマン化・冷房化改造・エンジン交換等の動きも生じている。
しかし第三セクター各社共々、非電化私鉄には経営困難な状況の路線が多く、新型車両を導入した鉄道でもなお経営改善を実現するまでには至っていない。新型気動車を導入するまでに至らず、貨物輸送のみを残した例も含め、旅客営業を廃止した私鉄は1990年代以降も多数の例が生じている。

### ハイブリッド気動車

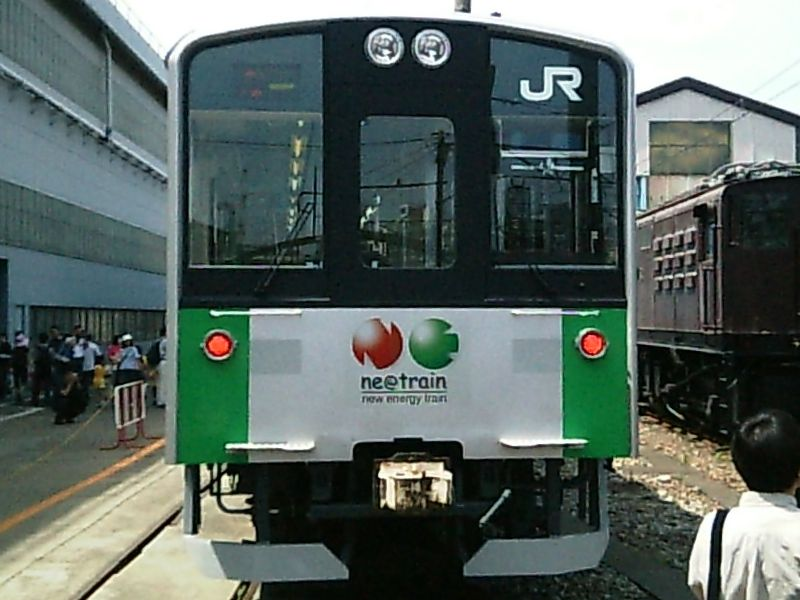
キヤE991形「NEトレイン」

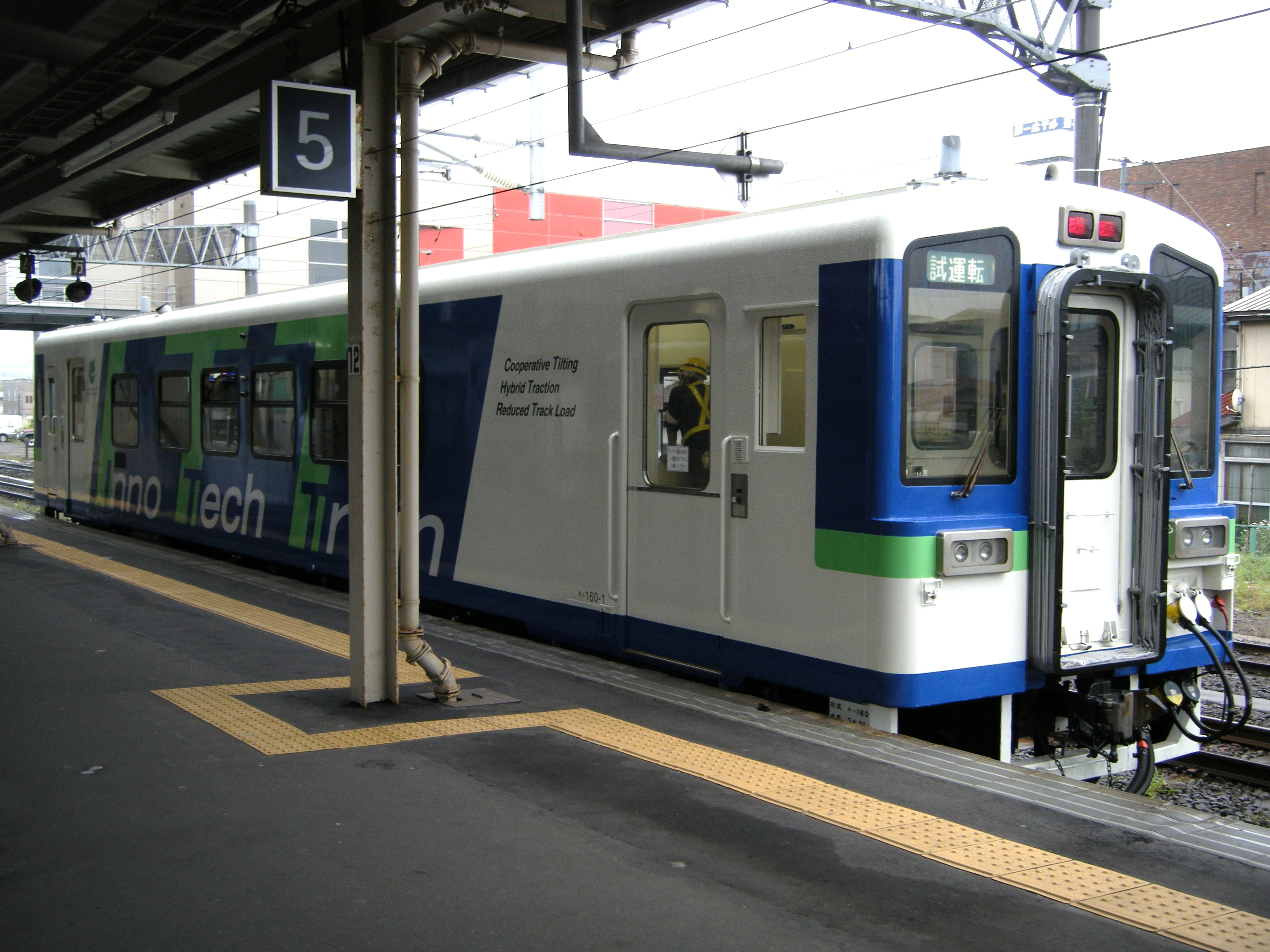
キハ160形改造ハイブリッド気動車「ITT」

2003年にはJR東日本とJR総研により、シリーズ式ハイブリッド気動車であるキヤE991形「NEトレイン」が協同試作され、試験に供された。続いてJR東日本は、実用試験車のキハE200形を製作、2007年7月より小海線へ投入し、必ずしもハイブリッド車にとって最適条件とは言い難い小海線における実際の旅客営業において多くのデータを蓄積した。2010年からはキハE200形のシステムを踏襲したJR東日本のハイブリッド式リゾート気動車HB-E300系が製作され、東北地方および長野県のローカル線で観光列車として営業運行を開始、2015年には、交流電化方式の東北本線と直流電化方式の仙石線を非電化の接続線を介して直通する「仙石東北ライン」向けにHB-E210系が導入された。
またJR北海道では2007年10月に、JR東日本とは異なる方式であるモーターアシスト式ハイブリッド気動車を開発し、キハ160形を種車に試験車両であるITT (Innovative Technology Train) を完成させていた。こちらは機器の大きさや費用がJR東日本方式の半分程度で済む上、既存の気動車への取り付けも可能なシステムとなっている。モーターアシスト式ハイブリッドはキハ285系として実用化を目指したが、営業運転されるまでには至らなかった。

### 電気式気動車
電気式気動車は日本においては長らく顧みられてこなかったが、電車との部品の共通化などのメリットから、JR東日本によって2019年に電気式気動車GV-E400系が導入され、翌年にはJR北海道でも兄弟車であるH100形が営業運行を開始した。なお、先行して開発が行われていたハイブリッド気動車のうち、シリーズ方式の車両は電気式気動車に蓄電池を搭載したものである。

### 気動車の代替

#### 蓄電池電車
気動車そのものを代替する技術として、車両に何らかの電源を搭載し、非電化区間を走行可能な電車が開発されている。
2010年頃からは、電化区間でパンタグラフから集電し蓄電池に充電してその電力で非電化区間を走行する方式の電車が開発され、2014年にはJR東日本が東北本線・烏山線（宇都宮 - 烏山間）にEV-E301系を営業投入して実用化している。EV-E301系は直流集電式であるが、翌2016年にはJR九州が筑豊本線（若松線）に交流集電式のBEC819系を営業投入し、さらに2017年には、JR東日本がBEC819系をベースに耐寒耐雪対応等のカスタマイズを行った交流集電式のEV-E801系を奥羽本線・男鹿線（秋田 - 男鹿間）で営業投入した。

#### 燃料電池車両
鉄道総合技術研究所のR291形や先述のキヤE991形を改造したJR東日本のクモヤE995形など、燃料電池を用いた電車の研究も行われている。

### 今後の課題
昨今ではディーゼルエンジンの環境に対する悪影響が強く指摘され、気動車エンジンにも環境対策を施す例が見られるようになっている。日本国内では鉄道における内燃車両の排出ガス対策は事実上の野放し状態が長年続いていたが、鉄道会社とメーカーで本格的な取り組みが始められようとしている。